# Szarvasgomba

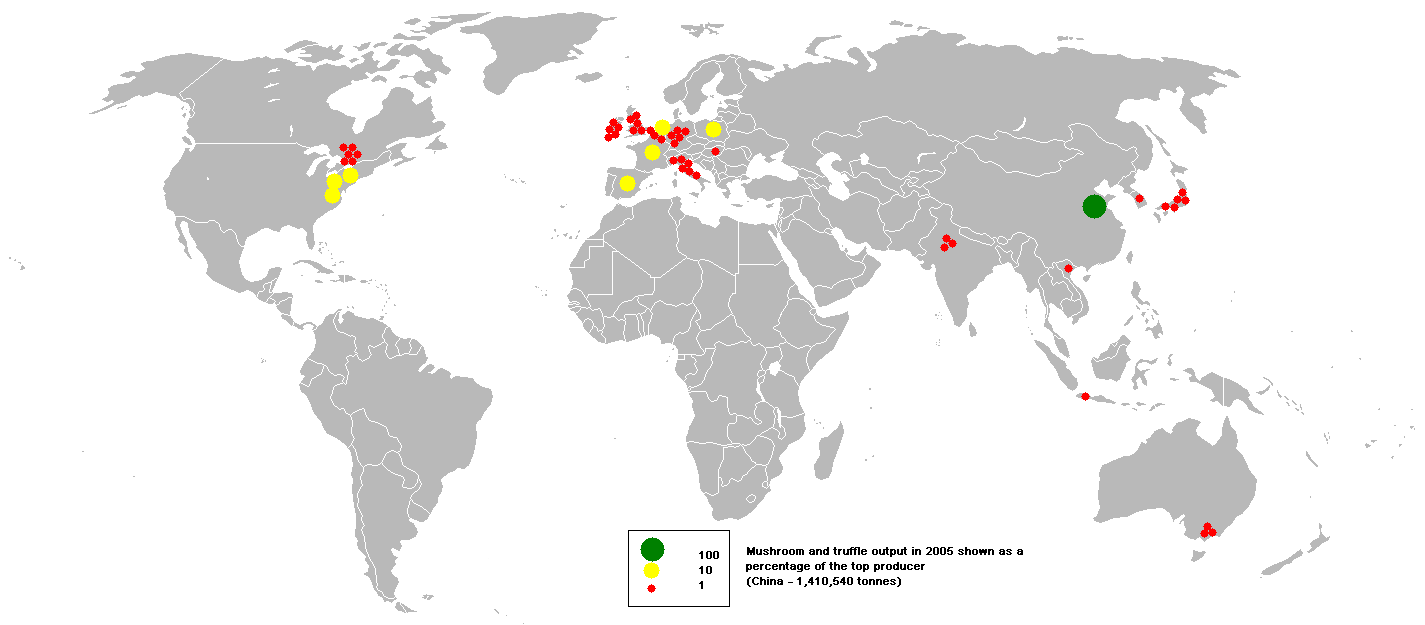
A szarvasgomba globális értékesítési volumene a világban 2005-ben

A szarvasgombák a gazdanövénnyel kölcsönhatásban élő szimbionta gombák. Maga a szarvasgomba név sokféle föld alatti gomba gyűjtőneve, mely felhasználását tekintve fűszer jellegű értékes gasztronómiai különlegesség. Több, ma már régiesnek tűnő köznyelvi elnevezése is ismert, ilyenek például a trifla, a gímgomba, a kutyaorr gomba, a trufola, a drága pöfeteg, a disznógomba, a malacgomba, a porgomba és a földi kenyér.
A szarvasgomba fajok obligát mikorrhizás (gombagyökeres) gombafajok. Ez az élőlény egy föld alatti, hipogeikus (föld alatt csírázó és talajban fejlődő) gomba, amely az erdei fák gyökereivel él szimbiózisban, velük mikorrhizát, gyökérkapcsolatot képezve. Az ektomikorrhizás gyökerek gazdag hálózatával gondoskodik arról, hogy a gazdanövény a gyökerek kolonizálásának hatására optimálisan jusson a tápanyagokhoz. A szarvasgombák hifái nem hatolnak be a növény gyökerének sejtfalába, hanem sűrű gombafonalakból álló köpenyt formálnak a gyökér körül, illetve a kéregsejtek közötti járatokban Hartig-féle hálózatot (en) alkotnak, ahol megtörténik a tápanyagcsere.
Szabálytalan alakú gumószerű termőtestüket, tömlőszerű szaporító szervüket, az aszkuszt, a föld felszíne alatt nyolc-tíz centiméter mélyen képzik, amely a világ legértékesebb gombatermése. A szarvasgomba termőteste az aszkokarpium, amely a pikkelyekkel borított vagy sima felszínű külső kéregből a perídiumból és a belső állományból a glébából áll. Manapság egyre jelentősebb a biotechnológiai módszerekkel létrehozott mesterséges gyökér-gomba együttélés az erdőgazdálkodás területén.
Rejtélyes, legendás élőlény a szarvasgomba, a legtöbb embernek afrodiziákumként jut az eszébe, habár a szarvasgomba vágykeltő hatása egyértelműen nem bizonyított. Illata és íze fűszeres, kissé a fokhagymára emlékeztető, de emellett valami különös, nehezen meghatározható zamata van.
|  | „Aki erkölcsös és erényes életet szeretne élni, az ne kóstolja meg a szarvasgombát” |
|  | – olasz közmondás                                                                   |

A legenda szerint a gímszarvasok szeptemberben-októberben a párzás előtt ettől a gombafajtól kapnak új erőre. A hím gímszarvasok feltúrják az erdő talaját, ha pedig rátalálnak az értékes csemegére, elfogyasztása után valósággal megőrülnek a nőstény utáni vágytól. Legendásan erős serkentő hatása miatt a szarvasgomba az ókortól a mai napig rendkívül keresett, és igen drága gombaféleség. Azonban a hírhedtsége ellenére a szarvasgomba egy fűszer is, amelynek nem a mennyisége, hanem az illata határozza meg az értékét. A gomba belső húsa a gléba, amely a spórákat képző szerv, különlegesen erezett, márványozott mintázatú, érett korában húsos, viasznemű, tapintásra kemény, állaga a zsíros sajtra emlékeztető, illatos. Gasztronómiailag legértékesebb a Tuber nemzetség (a tuber név a földi daganatot jelentő tumores terrae, tubera terrae latin kifejezésből származik). A leghíresebb és legkeresettebb szarvasgomba fajta latin neve Tuber melanosporum, amelynek sokféle elnevezése van Franciaországban: truffe noire vagy truffe du périgord, amelynek a magyar neve Francia szarvasgomba. Provance-ban úgy tartják, hogy a többi francia „trifla” fajta (truffe brumale, truffe de Bourgogne, truffe mésentérique, truffe blanche) csak tévedésből jött a világra. Csak Dél-Európában terem, ahol rendszeresen szarvasgomba aukciókat is tartanak, 2010-ben 105 ezer euróért cserélt gazdát egy 936 gramm súlyú fehér szarvasgomba egy olaszországi árverésen.
A szarvasgomba franciául truffe, ami a közép francia trufle alakból és végső soron a latin tuber („gumó”) szóból származik. Fűszer, gasztronómiai különlegesség, aminek az íze talán semmihez sem hasonlítható. Giacomo Casanova szerelmi kalandjai előtt gyakran szarvasgombás ragut evett, a róla elnevezett híres Casanova-mártás pedig 30 gramm szarvasgomba felhasználásával készül. Idősebb Alexandre Dumas író szerint „a szarvasgomba a hölgyeket gyengédebbé, a férfiakat szeretnivalóbbá teszi”. A 18. században élt francia szakácsművész, Jean Anthelme Brillat-Savarin a „konyha gyémántjának”, míg Gioachino Rossini, az ínyenc olasz zeneszerző a szarvasgombát a „gombák Mozartjának” nevezte. Olyan, mintha „illatot ennénk, de az illat, amit a nyelvünkkel érzékelünk mégsem ugyanaz, mint amit előtte a gombán éreztünk”.

## Magyarországi kultúrája
A szarvasgombák Magyarországon is igen elterjedtek, leggyakoribb gazdasági jelentőséggel is bíró szarvasgomba a nyári szarvasgomba (Tuber aestivum), sőt egyedül hazánkban található meg az egyetlen édes ízű szarvasgomba, a homoki szarvasgomba (Mattirolomyces terfezioides, korábban: Terfezia terfezioides) (en).
A csak a Kárpát-medencében előforduló édeskés homoki szarvasgomba, bár újabban szintén a csészegombák rendjéhez tartozik, ma még nem tartozik a legrangosabb szarvasgomba nemzetségek sorába, azonban az Alföld akácosaiban jól terem, és mert ez az egyetlen édes ízű szarvasgomba, ezért versenytársa sincs a piacon. A szarvasgombák gyűjtésének és fogyasztásának évszázadokra visszanyúló tradíciói vannak. Az Osztrák–Magyar Monarchia idején virágzott a szarvasgomba-kereskedelem és gasztronómiai kultúra, régiesebb nevén a „trifla” élvezete. Ferenc József osztrák császár és magyar király kedvenc levese a szarvasgombás csicsókaleves volt, Mária Terézia királynő konyhája fűszerként csirkeételekhez használta.
A magyar mikológia egyik jelentős alakja, Hollós László gombakutató már az 1911-ben megjelent Magyarország föld alatti gombái, szarvasgombaféléi: Fungi Hypogaei Hungariae című könyvében a hazai termesztés beindítását szorgalmazta. Sajnálatos módon munkássága és a komoly hazai szarvasgombász hagyományok is a feledés homályába merültek a két világháború között és az azt követő időszakban.
Újabban azonban Magyarországon is elkezdődött az extenzív termelési technológiával támogatott mesterségesen termesztett szarvasgomba ültetvények létrehozása. A tölgy-makkot szarvasgomba spórákat tartalmazó oldattal kezelik, majd az így kikelt facsemetéket kiültetik a gondosan kiválasztott talajviszonyok közé. A szarvasgomba kultúra terjedése és a gomba aranyhoz mérhető ára és értéke miatt az etikátlan és szakszerűtlen, kapával történő túlgombászás miatt, néhány erdőnkben kritikussá vált a helyzet, országos szinten azonban nincsenek veszélyben a hazai szarvasgomba termőfoltok. 2014-ben volt olyan hevesi ültetvény, ahol egy hektáron 200 kilogrammnyi gomba nőtt. A legnagyobb termés csaknem 1,4 kilogrammos volt.

## Etimológia
A szarvasgomba sokféle gomba gyűjtőneve, a mai magyar elnevezés a latin Fungus cervinus illetve a német (de) Hirschtrüffel név tükörfordítása nyomán keletkezett.
|  | „drága-pöfeteg - ösz. fn. A golyó-alaku s ehető gombákhoz tartozó növény, ráncos, feketés bőrrel, mely rendesen föld alatt, különösen magán álló tölgyek vagy bükkök tövénél tenyészik, s melyet, szaga után indulva, a disznók, és némely kutyafajták fel szoktak keresni. Úri asztalok nyalánkságául szolgál. (Lycoperdum tuber). Köz nyelven: szarvasgomba” |
|  | – Czuczor Gergely, Fogarasi János: A magyar nyelv szótára (1862) |

Egyes magyar vidékeken szarvasgombának hívják a Clavicipitaceae család fajait is, mert termőtestük szarvasagancs szerűen elágazó. Vannak elméletek arra is, hogy ezzel az állatnévvel azért nevezték el ezt a gombafajtát, mert az erdőben élő szarvasok, őzek finom szaglásukkal megérzik a föld alatt rejtőző gomba illatát, és azt kiássák onnan.
|  | „A nép ezzel a szóval az elágazó korállra, vagy karfiolra emlékeztető, föld feletti gombákat jelöli meg (Ramaria fajok). A szarvasgomba a görög Elaphomyces, a latin Fungus cervinus, avagy a német Hirschtrüffel fordítása. De már századok óta átvettük a szarvasgomba nevet mi is. Erről egy 1809-ben megjelent német gombáskönyv is tanúskodik. Ez Leopold Trattinicknek „Die essbare Schwämme des Oesterreichischen Kaiserstaates” с. munkája. A nyári szarvasgomba leírása és színes ábrája a könyv leíró részének az első oldalán van. Magyar nevét is megadja: „Ungar: Szarvasgomba oder Szarvaska gennannt.” Miután a szarvasgomba nevet a magyar szakirodalom is átvette, nem voltak a magyar népies nevek felújíthatók. Az egyik népies név: „földi kenyér” egyébként sem eredeti, mert a német Erdbrot fordítása. A székely földön „szügomba” névvel jelölnek meg egy álszarvasgombát (Elaphomyces). „Szívgomba” pedig azért, mert porát szívbaj ellen használták. Meg kell tehát állapodnunk a már polgárjogot nyert szarvasgomba névnél, bár a szakirodalom ezen a néven újabban már csak a tömlős szarvas gombákat jelöli meg. A többiek ál-szarvasgombák (Elaphomyces), illetve a bazidiumosak (Hymenogaster, Melanogaster stb.) pedig álpöfetegek néven vannak leírva.” |
|  | – Szemere László (1884–1974) : A Bakony szarvasgombái (Les truffes du Bakony), 1965 |

## Története
A sumerek Mezopotámiában már felhasználták az ételeikhez. Az ókori tudósok, filozófusok sokat vitáztak a szarvasgomba természetéről, alakjáról, mibenlétéről. Theophrasztosz görög filozófus, a „botanika atyja” szerint a szarvasgomba az őszi esők és villámlások együtthatására jön létre. Az ókori Római Birodalomba Föníciából kellett szállítani az édes ízű Terfezia nemzetségbe tartozó sivatagi szarvasgombát, ahol a lucullusi lakomákon a legkülönlegesebb csemegének és afrodiziákumnak számított a föníciai fehér, édes szarvasgomba. De került a rómaiak konyhájára Afrika északi részéről is sivatagi szarvasgomba. Az észak-afrikai pusztai szarvasgombák elsősorban lágyszárú növényekkel állnak mikorrhiza-kapcsolatban.
Marcus Apicius Gavius a római mesterszakács De re coquinaria című szakácskönyvében így írt a szarvasgomba tartósításáról: „Tégy egy edénybe váltakozva egy réteg szarvasgombát, melyben a víz nem tett kárt, és egy réteg száraz fűrészport. Gipszeld le, s tedd hűvös helyre”.
|  | „…A szarvasgomba hideg és kemény, és káros megenni mind az embernek, mind a barmoknak, amelyiket nem bántja betegség. Mert a szarvasgombának olyan ereje van, hogy az egészséges embert és az egészséges marhát belülről megsérti, ha nincs bennük betegség. Ha azonban az ártó nedvek feltörnek az emberben, hogy az ember tagjait köszvény gyötri, mintha el akarnának törni, ha akkor az ember szarvasgombát eszik, menekülésre készteti ezen nedvek veszélyét, és elmarja ezeket, és kivezeti ezeket, mert olyan a szarvasgomba természete, hogy mindig az összetörésre szolgál, ahol van, és feltöri, ami bűzlő, ahol ilyet talál. Azonban egy terhes asszonynak testi veszélyekkel járó vetélést okoz, ha ezt eszi.… ” |
|  | – Bingeni Szent Hildegárd: Physica (Liber simplicis medicinae) avagy a Természet gyógyító ereje (1150 körül), Polgár Anikó fordítása |

Az első magyar említése 1395-ból maradt ránk, az úgynevezett Besztercei szójegyzékben „Thuber taplow” formában, hibásan taplóként említi. 1547-ben Franciaországban II. Henrik és Medici Katalin házassága révén a francia királyi udvarba érkező olasz szakácsok népszerűsítették a szarvasgombával készített ételeket.
Ebből a korból magyar nyelvű írásos forrás a szarvasgombáról, a trencséni bíró 1588-as rendeletében található, amikor is elrendelte a legjobb szarvasgomba-termőhelyek őrzését.
Nicolas Francois Doyen – míg mások szerint a strasbourgi kormányzó főszakácsa, Jean Pierre Clause készítette az 1760-as években a francia konyha egyik leghíresebb, Perigord szarvasgombával tűzdelt, világhírű ételkölteményét ( pâté de foie gras de Strasbourg aux truffes du Périgord), azaz a hízott libamájból készült pástétomot strasbourgi módra. Julien Offray de La Mettrie francia orvos és filozófus halálát 1751-ben a szarvasgomba-pástétom mértéktelen fogyasztása okozta.
Az 1760-as években Mátyus István Küküllő és Marosszék főorvosa a Diaetetica, az az, a' jó egészség' meg tartásának modját fundamentomoson elö-ado könyv című művében részletesen ismertette a gombák gyűjtését és fogyasztását, és egyéb hatását is „a Spiritusokat éleszteni és a Venust segíteni mondatik”. A nyári szarvasgombáról azt írta, hogy a Csiki- és a Gyergyói-havasokban a szarvasok ’kivakarásai’ és a disznók ’feltúrásai’ helyén keresik a szepességi pásztorok és favágók. Mezítláb, bottal a kezükben csoszogva járnak, így a csupasz talpukkal megérzik a mohás talajban a szarvasgombát, amelyet aztán botjukkal kikaparnak.
Alig van Erdélyben hely, amelyet némely írók annyira dicsérnének, mint ez a havasi táj. Valamennyiök helyett egyedül Fassching szavait hallgassuk meg [Nov. II. 46.]:
„Ez a székelyektől Hargitának nevezett hegy szántóföldekben és legelőkben nagyon gazdag s az egészséges gyógyfüveket akkora változatosságban termi, hogy az ottlakók csaknem minden ételükhöz a fűszert – mert az idegenekét nem kedvelik – és a betegeknek való gyógyszert innen gyűjtik össze. Híres a porgombáról is (Lycoperdon cervinum), s nem csekély számban táplál hiúzt, nyusztot, zergét, ellenben nem él itt a vaddisznó, medve, hermelin, hód, vadtulok stb., de a félelmetes sörényes bölény és egy szakállas szarvasfajta igen...”

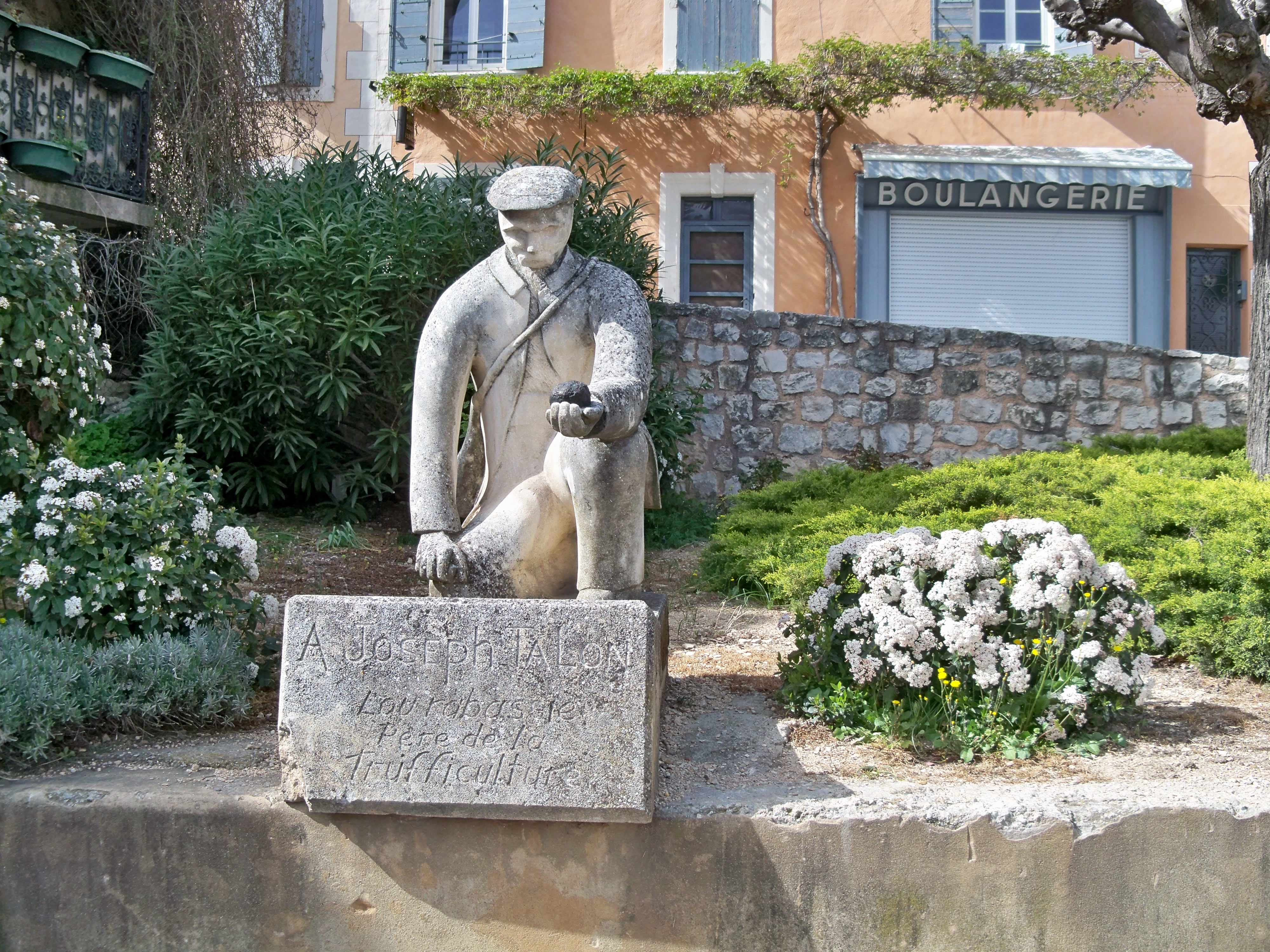
Joseph Talonnak a francia szarvasgomba-termesztés úttörőjének szobra a franciaországi Saint-Saturnin-lès-Apt nevű városkában

Az Osztrák–Magyar Monarchia idején fellendült a triflakereskedelem, a bécsi piacra tonnaszám szállították a magyar erdőkben gyűjtött szarvasgombát. 1874-ben Esterházy István gróf uradalmában 20 mázsa nyári Gímgombát szedtek.
A szarvasgomba termesztésének kultúrája természetutánzó módszerrel a 19. század elején kezdődött el Franciaországban, amely egy véletlenen múlt, amikor 1810-ben Croagnesben Joseph Talon és testvére tölgyfákat ültetett makklegelőként a disznóinak és szarvasgombás élőhelyen „helyre vetett” tölgy makkot és meglepetésére hat év elteltével a tölgyfa ültetvényén szarvasgombát talált. Ettől kezdődően a franciák a lombos fák gyökeréhez kapcsolt szarvasgomba mesterséges termesztésében úttörőkké váltak, amihez aztán az igazi lökést az adta, hogy 1863-ban elkezdődött a filoxéra járvány és Dél-Franciaországban a szőlőültetvények elpusztultak.
Fris állapotban való szállításra finom homok közé kell a gumókat olykép csomagolni, hogy egyik a másikat ne érintse, mert a nyomás és megtörés következtében hamar erjedni kezdenek. Különben több hétig el lehet épen tartani száraz, hűvös levegőjű helyen, homokra fektetve vagy köles- kása közé téve, mi mellett a fagytól gondosan védeni kell. Mint általában a gombák, ugy a szarvasgomba is sok nitrogént tartalmaz.* Ezenkívül héjában sok csersav, húsában pedig phosphorsav és vas fordul elő. Ezért első rendű tápszer, mely táperőre nézve a hússal is versenyez; ehhez járul különösen finom zamatja, melynélfogva a dúsgazdagok asztalán és ünnepi lakomáknál sokféle drága ételek fűszeréül és pótlékául használtatik.
A szarvasgomba mint erdei mellékhasználat. A niederlandi erdőgondnokság (Hannoverben) egyik jelentékeny jövedelmi forrását képezi a szarvasgomba használata. Ez az erdőgondnokság, a melynek területe 5800 ha, s részben állami, részben pedig társulati erdőket foglal magában, legnagyobb részt jura és triász mész eredetű talajjal bir, s a szarvas gomba itt csaknem kizárólag ezen a talajon fordul elő. A fajt illetőleg általánosan elterjedt a Tuber excava-tum, bár az Elaphomycetes granulatus is előfordul, mely azonban nem ehető. A szarvasgomba itt főleg a délibb, melegebb hegyoldalokon a bükk, itt-ott, gyertyánnal elegyített szálerdőkben tenyészik legjobban. Az aratás, vagy mint itt nevezik - „szarvasgomba vadászat” - szeptember és október hónapokban tartatik meg. Az évi termés bérlet utján lesz értékesítve, s az érette befolyó bérösszeg 670 forintot tesz ki. Mellesleg felemlíthető, hogy Hannoverben a szarvasgomba vadászat jogát számos magán és testületi erdőben, kisebb királyi haszonvétel czimén, a kincstár gyakorolja.
A fehér szarvasgomba, mely Ipolyságon a rozsnyói káptalan erdejében tömegesen előfordul, burgonyához hasonló föld alatti gomba ; kívül sárgás, belseje tömött, eleinte fehér, majd sárgás-barna, meander-formán szalagos, gyakran fölpúposítja a földet és tetejével olykor napvilágra is kerül; fő termőideje julius - szeptember; ize és illata a franczia szarvasgomba fölé emelik, a melyet pedig 30 frankjával árulnak kilogrammonkint. Az intézőköröknek fel kellene hívni a szegény nép figyelmét e föld alatti gomba gyűjtésére és mesterséges termesztésére. Kereskedelmi czikk lehetne nálunk a vörös trifla is, mely diónagyságú, ananász-rum szagú, föld alatti gomba. A föld alatti gombák nem mérgesek, többnyire élvezhetők is, keresésük azonban sok kitartást és nagy türelmet kíván. Dr Hollós L. tiz fajt sorol fel Hont vármegyéből, melyek közül csak a Tuber maculatum, dryophilum és nitidum s az Elaphomyces arvinus említendők.
az igazi franczia szarvasgombából az első példányt Csorba Gy. uradalmi igazgató útján - kaptam. Egyik kanásza vette el a disznótól, Ó-Bányán a Kéri Cser nevű erdőrészben, mely tiszta bükkerdő. A nép a Bakonyban általán ismeri s »földi kenyér«, a német meg »Erdbrot« néven orvosszerül használja. Szárazon, pálinkába reszelve, vérhas ellen, s másként elkészítve, a tehén véres vizelése esetében adják. Gazdatisztek s erdészek elbeszélése szerint a Bakony következő helyein fordul elő : Öskű, Balapuszta, Olaszfalu, Akli-puszta mellett, Szarvaskút és Bajor erdő, Csesznek, Sikátor és Rhéde, Szent-Gál és Herend közt, Sáska község mellett Vaskapu. Sikátor és Rhéde határában ezelőtt kutyával gyűjtötték is. Egy másik veszprémmegyei községben a bérlő kanászával szedette el a disznóktól s felhasználta. A franczia szarvasgomba nem idegen tehát hazánkban sem.

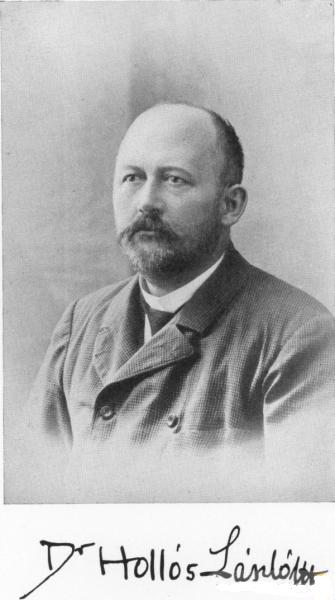
Dr. Hollós László 1904-ben akadémiai székfoglalóját a hazai szarvasgombáról tartotta

1999-ben került elő az Isztriai-félszigeten, Buje település közelében, a valaha talált legnagyobb szarvasgomba (Tuber Magnatum Pico), amely 1,31 kilogramm volt. A gombából 100 fős vacsorát rendezett a szerencsés szarvasgomba gyűjtő.

### Különféle információk a szarvasgomba szerepéről a történelemben

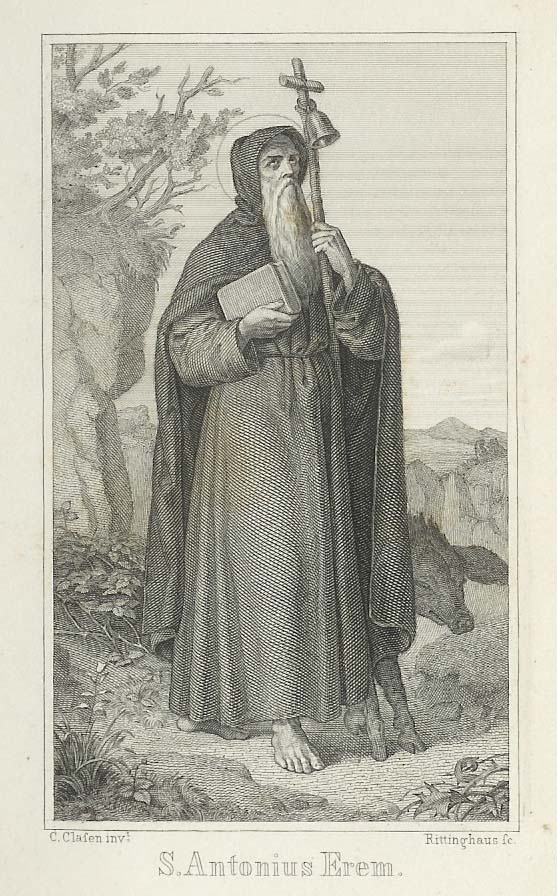
Remete Szent Antal a szarvasgombászok védőszentje bottal és sertéssel ábrázolva

Feljegyzik Montagnac franczia községet, melynek lakói a szarvasgombaszedésből évente fejenként 1800 — 2000 frankot keresnek; a 600 lelket számláló község lakóinak évi keresete tehát együtt körülbelől egy millió frank. Fel van jegyezve a forgalmi statistikában, hogy Francziaországnak, különösen közép és déli részeiből, a hol legtöbb szarvasgomba terem, a belfogyasztáson kivül évenként körülbelől 20 millió frank áru szarvasgombát szállítanak ki, leginkább Oroszország, Anglia és Amerikába. Eléggé kecsegtető adatok ezek mindazok előtt, kiknek szivükön fekszik a vagyonosodás és jóllét előmozditása, s minket magyar erdészeket annál inkább kell hogy érdekeljen ezen ügy, mert a szóban forgó föld alatti gomba erdőben terem.
- A szarvasgomba-termesztők és a háziállatok védőszentje Remete Szent Antal. A szentet legtöbbször bottal és sertésekkel ábrázolják, melyek alkalmas eszközei a szarvasgombászásnak. Amikor a szent huszonöt éves korában aszkétaéletbe kezdett a sivatagban, minden bizonnyal megkóstolta a szarvasgomba sivatagi változatát a terféziát is. A líbiai sivatagban egy sziklasírban húzta meg magát, majd később egy omladozó kastély romjai között. Egy barátja hordta neki a nélkülözhetetlen szűkös eledelt.[35]
- Az avignoni fogság azt az 1309 és 1377 közötti időszakot jelöli, amelynek során a pápa székhelye – Róma helyett – a Rhône folyó mentén található franciaországi Avignon városában helyezkedett el. Franciaországban az Avignonba költöző pápák hozták divatba a szarvasgomba fogyasztását. Ez is közrejátszhatott abban, hogy mára a francia szarvasgomba-termesztés 16 százaléka Avignon és Nîme közelében Ville d'Uzès és le Gard település környékén koncentrálódik.[36][37]
- Tartuffe – Molière egyik remekművének címe, amely utóbb az álszent prototipusának jelölésére közkeletüvé vált. Eredetileg a szó csalót (imposteur) jelent s az ó-francia truffle, tartuffie (terrae tubera azaz szarvasgomba, átvitt értelemben csalás) szókból ered, amelyekből a truffier, truffer (csalni, rászedni) is származnak. Lehet, hogy Tartuffe alakját Molière élő személyről mintázta meg. Mások szerint a Tartuffe nevet Molière alkalmasint Lorenzo Lippi olasz költő: Malmantile riacquistato című (1650 táján megjelent) komikus eposzából vette. E költeményben Tartufo (szarvasgomba) a neve egy gonosz embernek. A szarvasgomba a föld alatt terem, Lippi bizonyára a lappangásra akart célozni, amikor e nevet választotta.[38]

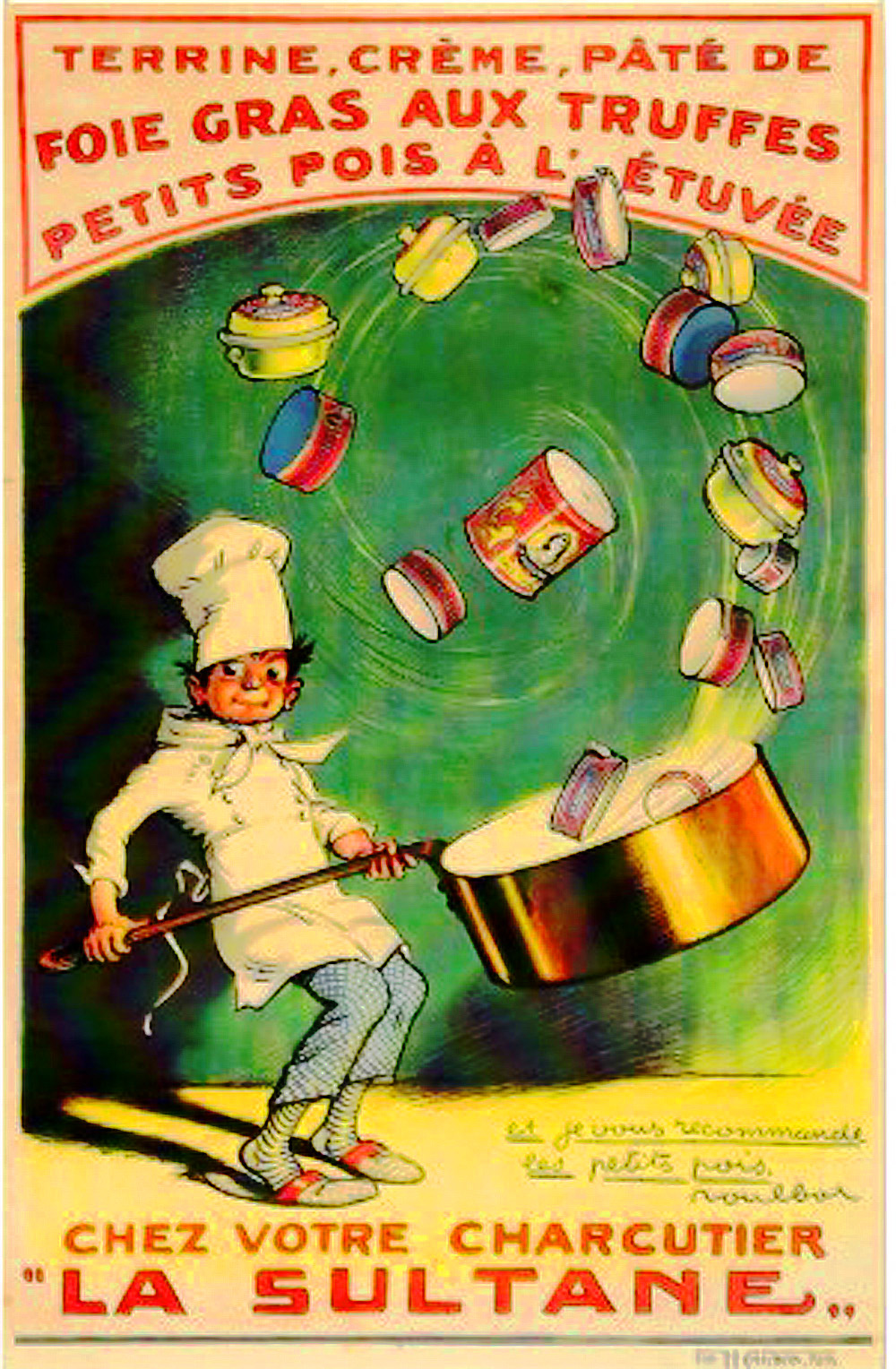
Foies gras aux truffes, plakát az 1930-as évekből

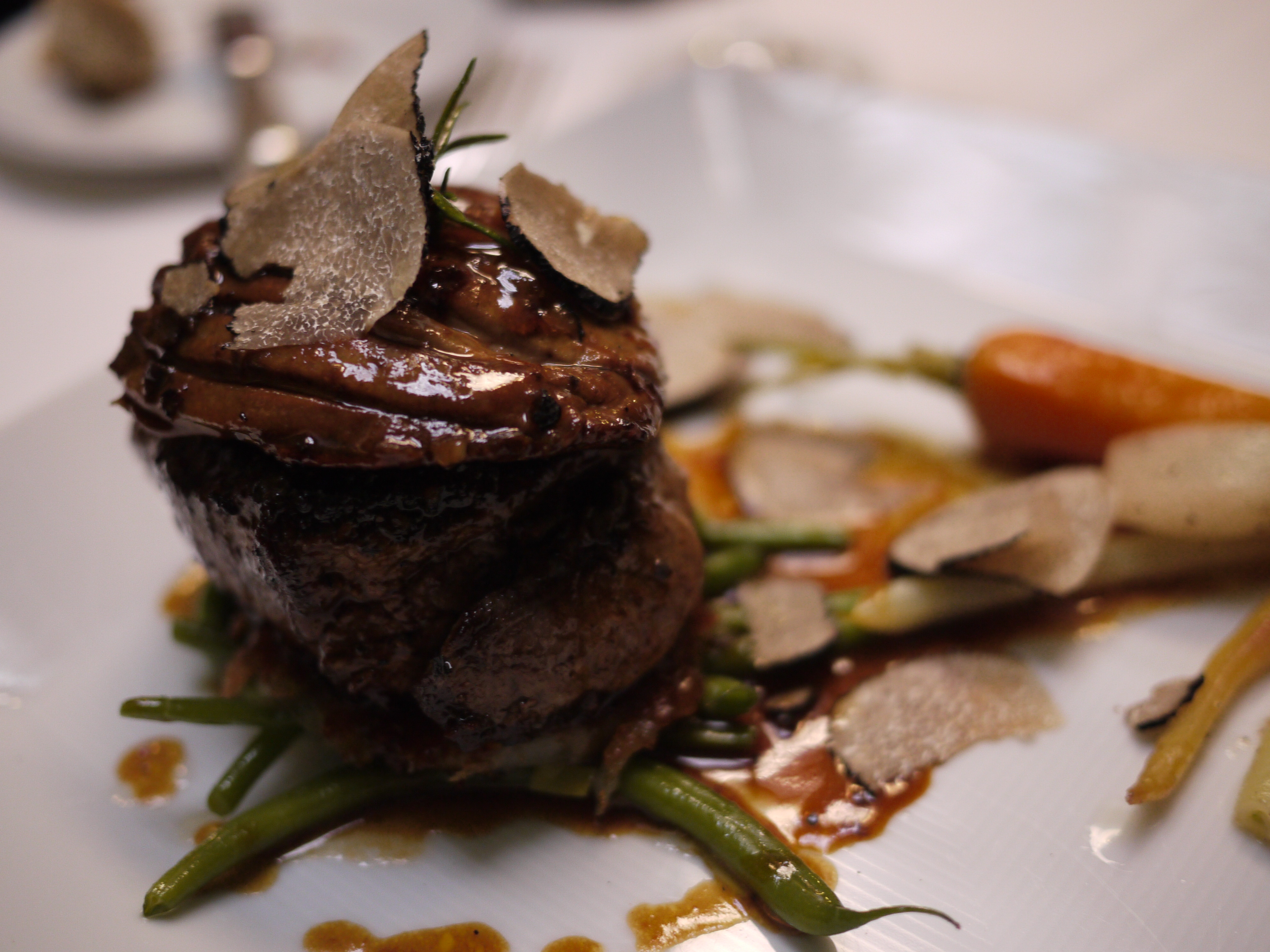
Tournedos Rossini with Truffle Madeira Sauce, bélszínjava Rossini módra szarvasgombával, libamájjal és madeira mártással

- Franciaország legnépszerűbb szarvasgombás libamájpástátomának receptje már 1881-ben megjelent Magyarországon Dobos C. József „Magyar-Franczia Szakácskönyv” című művében Foies gras aux truffes en petites caisses néven: Két szép libamájnak a részeit egymástól elvágjuk, gondosan megtisztítjuk, jól megmossuk, azután marinádban elkészítjük. Hat darab szarvasgombát tisztán meghámozunk, szeletekre vágjuk, azután friss vajban vagy zsírban sautírozzuk. Most a májat kivesszük a marinádból, s ha már kihűlt, szép egyenlő darabokra vágjuk össze. Ekkor echalotte-hagymát, petrezselymet és sampinyont finoman megvágunk, kevés friss vajban vagy zsírban puhára pároljuk, azután hozzá adjuk a májtól elesett apróbb darabkákat, felényi mennyiségű finoman összeaprított fehér szalonnát, kevés zsemlye-panádot, három tojás sárgáját, egy késhegynyi finom száraz növényport, végül egy kevés sót, s mindezeket együtt igen finoman összezúzzuk. Most csinos kis skatulyákat hajtunk össze tiszta papírból, azokat előbb olajjal bekenjük s kemenczében megszárítjuk, azután kikenjük az utóbbi módon készült fárszszal, s akkor a szeletekre vágott májat és szarvasgombát fárszszal válogatva rétegekben elrakjuk bennük. A tetejét ismét bekenjük fárszszal, vékony szalonnaszeletekével beborítjuk, azután tálalás előtt mintegy negyedórával mérsékelt melegségű kemencébe állítjuk. Mikor megsült, a szalonnaszelekét levesszük róla, a tetejét meglocsoljuk egy kis szárnyas-glacéval, melyet egy pohárka madeirával főztünk el, azután egy ízlésesen összehajtott asztalkendőn szépen elrendezve föltálaljuk.
- Sok szarvasgomás ételreceptnél szerepel a „szarvasgombalé” (jus), ami beszerezhető a kereskedelemben. Házilag oly módon készül, hogy a szarvasgomba maradékokat igen kevés húsleves levében állni hagyják. Az így keletkező szarvasgombalé eltarthatósága ízveszteség nélkül azonban igen rövid.[39]
- Marie-Henri Beyle ismert álnevén Stendhal, arról számolt be a „Róma, Nápoly és Firenze” című útikönyvében, hogy Gioachino Rossini híres operája a Tankréd egyik betétdala az Aria dei risi (rizsária) bemutatója után vált népszerűvé a zeneszerző kedvenc előétele a libamájjal készült rizottó szarvasgombával. Rossini 15 perc alatt komponálta az áriát, pontosan annyi idő alatt, amennyi alatt elkészült a szarvasgombás rizottó. Rossini a legenda szerint háromszor sírt életében, először, amikor első operáját kifütyülték, másodszor, amikor Paganinit hallotta hegedülni és harmadszor, amikor egy hajókiránduláson óriási tragédiaként élte meg azt, hogy vízbe ejtette a szarvasgombával töltött fácánszeletét.[40]
- Számtalan legenda szól a különleges, illatos és drága szarvasgombáról. Sokak szerint a francia szakács és gasztronómus Jean Anthelme Brillat-Savarin volt az első, aki afrodiziákumnak nevezte a szarvasgombát legismertebb művében az Ízek filozófiájában. Ő maga nem írta le, hogy ez a fűszer fokozná a szexuális vágyat, azonban azt leírta, hogy, hatására „a férfiak és a nők egyaránt gyengédebbek és szeretetre méltóbbak lesznek”, s hogy aki elfogyasztja annak „a szarvasgomba felébresztheti az erotikus gondolatait.”[41]
- Hollós Lászlót mikológiai munkássága alapján a fél világ ismerte és tisztelte, nemzetközi szaktekintély volt, akiről több gombafajt is elneveztek. Amikor Kacsóh Pongrác a híres zeneszerző a kecskeméti főreáliskola igazgatója lett, ahol Hollós tanárként dolgozott, arra szólította fel, hogy az akkor már európai hírű gyűjteményét vigye el az iskolai szertárból, mert azt tanteremmé akarja átalakíttatni. A tudós ezen annyira elkeseredett, hogy évtizedek alatt létrehozott hatalmas gombagyűjteményét 1911 nyarán elégette, szemétbe dobta. Az esetből országos fölháborodást keltő ügy lett.
- Paul Bocuse-nek a 20. század egyik legnagyobb szakácsának 1966-ban sikerült visszavásárolnia a nagyapja által eladott éttermet, melyet „L’Abbaye de Collonges”-ra keresztelt át (ma: L'Auberge du Pont de Collonges[42] visszanyerve a család neve feletti rendelkezés jogát. 1975-ben Valéry Giscard d’Estaing a Francia Köztársaság Becsületrendjének lovagjává ütötte. Ebből az alkalomból többek között Paul és Jean-Pierre Haeberlinnel, Michel Guérard-ral és Jean Troisgrosme-mal öt fogásos vacsorát készített, amelynek egyik fogása Bocuse kreációja, a fekete szarvasgombával készült leves – szárnyas-erőleves zöldségekkel, marhahússal, szarvasgombaszeletekkel és libamájjal, rásütött levelestészta-fedéllel – azóta is megtalálható La soupe aux Truffes V.G.E néven Bocuse éttermeinek étlapján. 1989-ben a Gault Millau-kalauz másik három társával egyetemben, az Évszázad Szakácsának választotta.[43]
- Az északnyugat-olaszországi Piemont tartományban minden ősszel felkészült szarvasgomba-vadászok és különlegesen idomított kutyáik kutatják az erdőket a híres fehér szarvasgomba (Il Tartufo Bianco d'Alba) után. A fehér szarvasgomba akkor jött igazán divatba, amikor 1949-ben Giovanni Morra olasz szállodás, hogy a gombát népszerűsítse egy szép és termetes példányt küldött az amerikai filmcsillagnak, Rita Hayworth-nak, majd néhány évvel később Marilyn Monroe-nak is. Morra a helyi legenda szerint Harry S. Truman amerikai elnököt is megajándékozta a különleges és illatos szarvasgombával, ám nemsokára egy levelet kapott tőle a következő sorokkal: „Köszönöm a burgonyát. Sajnos megromolhatott utazás közben, ezért ki kellett dobnunk.”[44]
- Sorges a francia „szarvasgomba fővárosa”. Világhírű szállodája az Alberge de la Truffe, ahol a legkülönfélébb rafinált szarvasgombás ételeket készítik.[45] Itt található a világ első szarvasgomba múzeuma is.[46]

## Előfordulása

### Magyarországon
Magyarország jelenleg az egyik legnagyobb európai szarvasgomba-gyűjtő ország. Szinte az év teljes időszakában gyűjthető az érett szarvasgomba, hazánkban a leggyakoribb a nyáron termő kátrányszagú szarvasgomba, amelynek valójában nincs kátrányszaga, ősszel a burgundi és a homoki szarvasgomba, télen a fehér vagy más néven piros húsú szarvasgombát lehet megtalálni. A föld feletti gombák fejlődése rendkívül gyors, azonban a föld alatt spórát képző szarvasgombáknál legalább 2-3 hónap szükséges az érett termőtest kialakulásához.
Hazánkon kívül Franciaország, Olaszország és Spanyolország a négy legjelentősebb szarvasgomba-gyűjtő ország Európában. A szervezett magyar szarvasgombászok közössége gombát gyűjt, kereskedik, a törvényi szabályozások kidolgozásában is közreműködik. A Kárpát-medence területéről eddig nyolcvanhat föld alatti nagygomba faj vált ismertté. A hazai szarvasgomba termés szinte teljes egészében a természetes élőhelyéről származik, hiszen kevés korszerű ültetvény létezik Magyarországon. A szarvasgombával foglalkozó vállalkozások komoly gazdasági hasznot termelő export-import tevékenységet folytatnak. Az öreg, 60 — 100 éves erdők megfogyatkozásával erdeink szarvasgomba állománya ma már nem olyan bőséges, mint régen volt. A termőfoltok évről évre kisebb területre szorulnak, nehéz egy-egy termőfoltra rátalálni, a még meglevő termőfoltok pedig egyre fogyatkoznak. A négy nagy európai szarvasgombagyűjtő ország – francia, spanyol, olasz és magyar – közül már csak Magyarország nem tartozik a triflatermesztők közé, hiszen a szarvasgomba-termesztés csak egyéni kedvtelésből – azaz ma még állami támogatás nélkül – történik Magyarországon.
Egy-egy szarvasgomba termőhelyen csak azonos nemű kolóniák élnek, a másik nem termőhelye több méterrel távolabb van. Föld alatti termőtesttel rendelkező, gyökérkapcsolt, obligát mikorrhizás gombafaj, ami azt jelenti, hogy a gomba mikosz, együtt él egy fás növény gyökerével rhizosz. A gazdanövény fotoszintetizált cukrokkal és egyéb szerves anyagokkal látja el a szarvasgombát, cserébe a gomba a micéliumának hatalmas felszíne miatt, a gazdanövény gyökereinél nagyobb vízfelvevőképességével, jóval több vízhez és ásványi anyaghoz juttatja a gazdanövényt, a gombafonalak több százszorosára is növelhetik a tápanyagfelvételben aktív gyökérfelszínt. Hazánk klímája a burgundiai szarvasgomba (Tuber uncinatum Chatin), a nagyspórás szarvasgomba (Tuber macrosporum), a késői szarvasgomba (Tuber borchii) és a homoki szarvasgomba (Mattirolomyces terfezioides) termesztését teszi lehetővé. A legértékesebb piros húsú szarvasgomba vagy más néven (fr) isztriai szarvasgomba (Tuber magnatum Pico) , aminek máshol fehér a neve (truffle blanc, white truffle) leghíresebb termőhelye az olaszországi Piemont, ezért piemonti gombának is nevezik. Magyarországi lelőhelye a Jászságban és az Ormánságban van. 2004-ben a Jászságban alakult meg a „Jászsági Hollós László Trifflász Egyesület”, amely a természetes élőhelyek védelmét, a szarvasgombagyűjtés törvényi szabályozását tűzte ki célul.

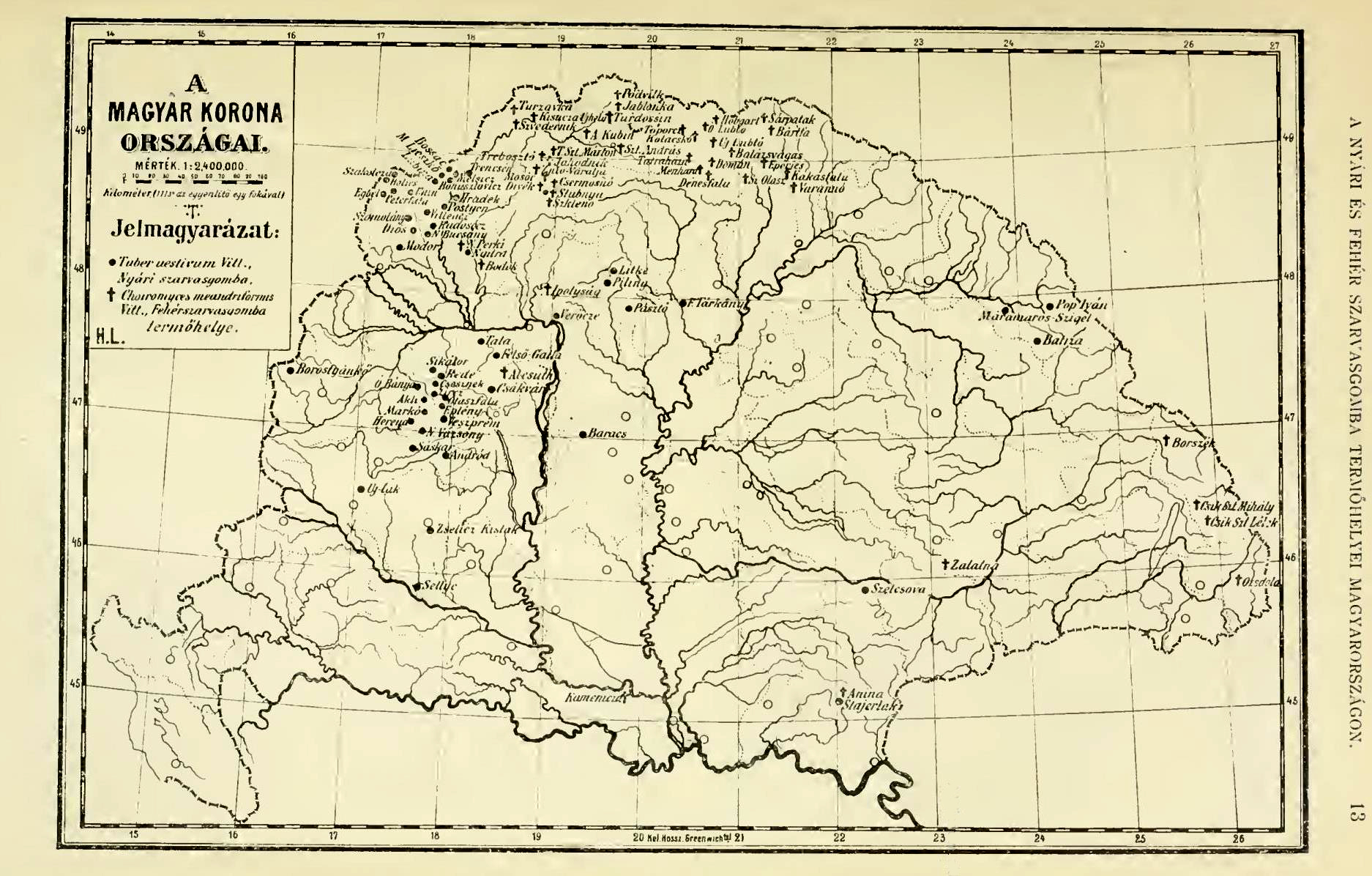
Hollós László 1903-ban készült térképe a nyári és fehér szarvasgomba élőhelyeiről a Kárpát-medencében

Magyarország egyik legjobb szarvasgomba lelőhelye a Jászságban lévő tölgyesek, talán ezért, az ország eddigi legnagyobb 1,28 kilogrammos szarvasgombáját Jászivány határában találták meg, amelyet egy szárítási eljárás (liofilizálás) után a Magyar Mezőgazdasági Múzeumban helyeztek el. A rekordméretű trifla példány majdnem elérte az eddigi legnagyobb, 1,3 kg-os világbajnok fehér szarvasgomba súlyát.
A szarvasgomba elterjedése szorosan a klímához köthető.

„A mi szarvasgombáink közül gyakorlati jelentősége a nagyra növő fajoknak van. Így, „konyhai” szemszögből nézve, ötféle föld alatti gomba jöhet számításba. Ezek: a nyári szarvasgomba, Tuber aestivum, a téli szarvasgomba, Tuber bruimale, vörösbarna álpöfeteg, Melanogaster variegatus, a fehér szarvasgomba, Choiromices venosus és a Maltirolo szarvasgomba, Mattirolomyces terfeziodides. Mindezek a gombák, de főleg az utolsó három, kedvező körülmények között kókuszdió nagyságúra is megnőnek, mikor is súlyuk fél kilónál is több lehet. A nyári és a téli szarvasgomba rendesen csak almanagyságú, vagy kisebb.
A nyári szarvasgombának a Kárpát-térségbeli előfordulását Hollós László egy térképen mutatja be. Eszerint a legsűrűbben a Bakony van megszállva. Ott Hollós a következő helyekről kapta, illetve maga is gyűjtötte. Veszprém (Jutás erdő, Várcsi alsó erdő), Hárskút mellett Kőris György erdő, Bakonybél (Újerdő), Zirc (Akiimajor), Szarvaskút (Bajor erdő), s az Eplény határában lévő ökörhegy. Lókút (Kericserés Borzas), Csesznek, Sikátor, Réde, Szentgál, Herend, Öskü, Ballapuszta, Olaszfalu, Farkasgyepű, Rátót. Márkó (Schlezinger árok, Községi erdő, Menyeke). Teés, Gicz puszta (Kövecses erdőrész), Iharkút, Borsosgyőr, Nóráp, Pápakovácsi. Nagygyimót, Vámos. Más területre eső adatai: Litke (Kőkapu e.), Nógrád m , Kecskemét(Baracs puszta), Felsőgalla, Tata (Komárom m.), Csákvár, Füle (Sándorkai erdő) (Fehér m ) , Borostyánkő (Vas m.), Újlak, Sáska (Vaskapu), Uzsa, Alsó- és Felsőörs (Zala m.), Zselickislak (Kecskehát), Endréd, Sellye, Kak, Vrácsik (Somogy m.), Felsőtárkány, Pásztó (Heves m.).…
…A kutatáshoz kis kapa, növényásó vagy erősebb kés szükséges. Az őszi lombhullás után jól használhatjuk a közönséges gereblyét is. Mindenféle erdőn, ahol fű nincs, s a sertések sem járják, találhatunk föld alatti gombát, még égeres-fűzes ligetekben is, azon helyeken, ahol korhatag lombtakaró van a humuszréteg felett. Legbiztosabban a gyéren álló, öreg fák mellett erdőszéleken, parkokban stb. Ha a nyár esődús, akkor már júliusban-augusztusban találhatunk érett szarvasgombákat, másként ősszel, egészen januárig. Jó helyek a vizek mentén fekvő erdők; ligetek, avagy a teknőszerű mélyedésekben lévő facsoportok, szóval mindama helyek, amelyek nyáron át sem száradnak ki teljesen. A nagyobb gombák olykor felpúposítják maguk felett a földet, esetleg kissé ki is látszanak. Meleg őszi délutánokon apró, fekete, vagy nagyobbacska okkersárga legyek sűrű rajokban táncolnak a gombatermő foltok felett. Egy-egy zápor elsodorhatja a gombák felett lévő lombtakarót, főleg a fák tövénél és így a gombák napfényre is kerülnek. Ahol a fák körül — szinte köröskörül — vaddisznó, borz, őz, mókus túr, vagy kapar, ott utánakeresve, majdnem mindig találunk ottfelejtett gombát.”

–  Szemere László: A föld alatt termő gombák ismeretének felújítása

Egyedül Magyarországon fordul elő, a homoki szarvasgomba, amit éppen ezért gyakran neveznek „magyar szarvasgombának” is a gasztronómusok. Különlegessége, hogy ez az egyetlen szarvasgomba faj, amelynek az íze édes. Ezért a cukrászok a somlói galuskához, a parféhez, a fagylaltkelyhekhez, a Gundel palacsintához is felhasználják. Magyarországon semleges, humuszos homoktalajokon az akácosokban lehet fellelni. A homoki szarvasgomba augusztustól novemberig gyűjthető.

### Franciaországban

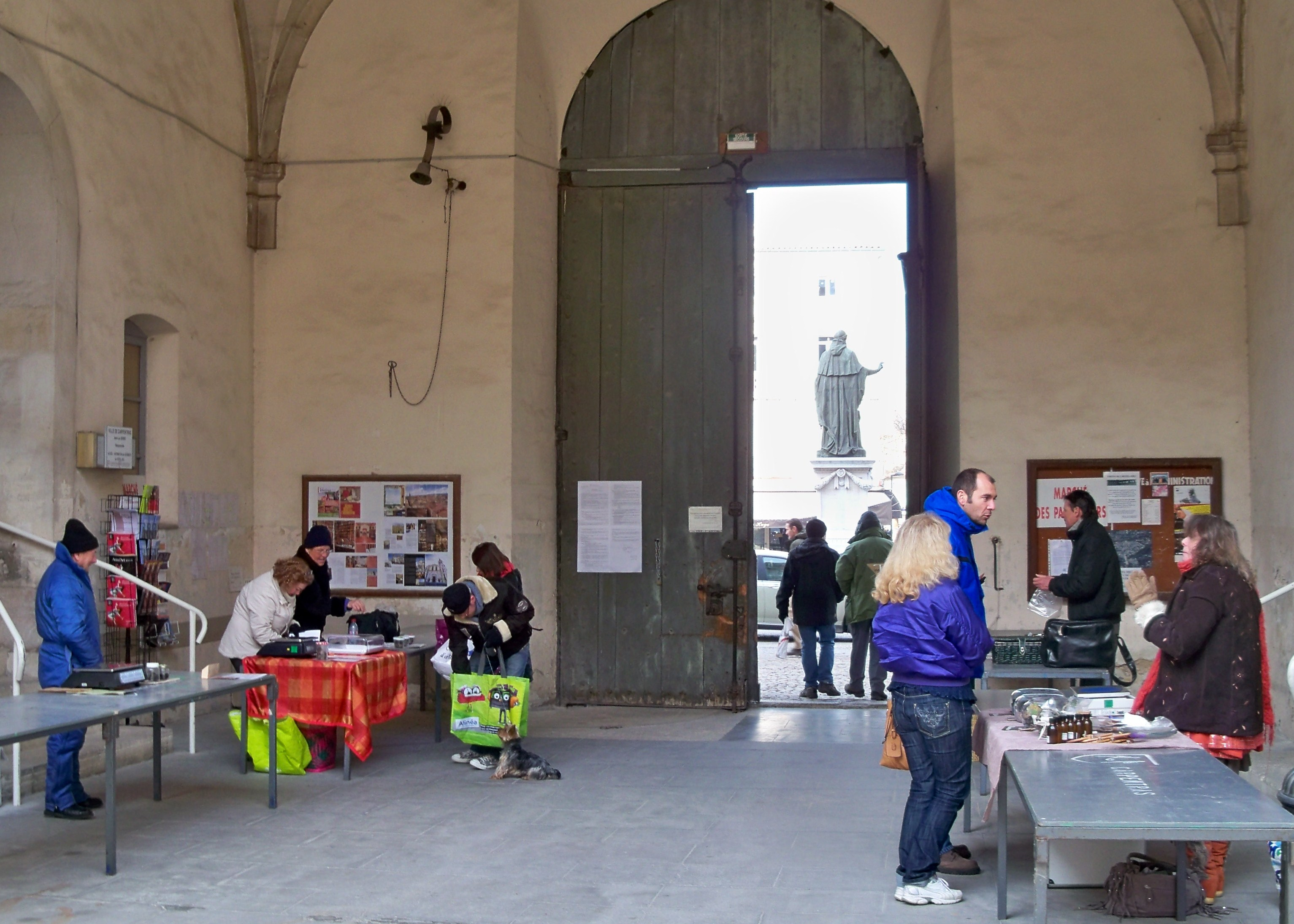
Tradicionális hetipiac Carpentrasban

Franciaországban a Truffe du Périgord (Tuber melanosporum) termesztése délnyugaton (Périgord, Langeudoc-Roussillon) és délen-délkeleten (Vaucluse, Provence-Alpes-Côte-d'Azur) elterjedt, míg a (fr) Tuber uncinatumot északkeleten, Burgundiában és Lotaringiában termesztik. Ezekben a régiókban a klíma még északkeleten is természetszerűleg általában enyhébb, kiegyensúlyozottabb, mint nálunk. Azonban ott is előfordulhatnak szélsőséges fagyok, hosszan tartó aszályok. Havazás azonban csak nagyon ritkán fordul elő.
A tapasztalatok szerint a szarvasgombafajok -14 °C-t is kibírnak, ha az nem tartós. A hótakaró pedig enyhíti a talaj átfagyását, éppen csak a gomba keresését nehezíti meg. Tudni kell ugyanis, hogy a Tuber melanosporum érési ideje november végétől március elejéig, míg a Tuber uncinatumé szeptember közepétől november végéig tart. a Tuber melanosporum keresését tehát nálunk megnehezítheti az esetleges hótakaró. Avignon és Nimes közelében Uzege és le Gard települések környékén koncentrálódik a francia szarvasgomba-termelés 16 százaléka, évente 1-2 tonnát termelnek itt a méregdrága csemegéből. Franciaország legfőbb fekete szarvasgomba-lelőhelye Vaucluse megye, Carpentras pedig az egyik legfontosabb szarvasgomba-piac nemcsak Franciaországban, hanem talán az egész világon.
Déli Francziaországban októberben a szarvasgomba szürkésszinü, novemberben márványozott és januárban fekete. A deczemberben már beálló fagyok miatt jó a szarvasgomba szedését már november közepén kezdeni, mert ez időtájt a szarvasgomba már a legfelső földrétegben, tehát nem messze a föld színétől fekszik és esős időben könnyen a csigák falánkságának vagy a beálló hidegnek esik áldozatul. Midőn a szarvasgomba kifejlődött, emeli a földréteget és azt meghasítja, ezt Francziaországban „marqué”-nek nevezik, azután az esős idő alatt nő a szarvasgomba és ilyenkor már annyira felszínen van, hogy kézzel kiszedhető.
A francia szarvasgombatermés mennyisége rendkívüli módon lecsökkent, a 19. századi 1000 tonna helyett ma 40–150 tonnára becsülik, ebbe beletartozik a mindkét módon learatott, természetes élőhelyeken gyűjtött és a termesztett gomba mennyisége is.

### Olaszországban
1880 óta Piemontban működik a világ egyetlen szarvasgombakereső kutyaegyeteme. A fehér szarvasgombás (tuber magnatum) tészta (Tagliolini al tartufo bianco d'Alba) az egyik legismertebb olasz Piemont régióban és különösen Alba város híres csemegéje, s ez talán a legjobb felhasználási módja.

## Megjelenése
A gombákat általában nem könnyű felismerni, főleg, ha az a szem elől eltakarva, a föld alatt található. A szarvasgomba a vele együtt élő gazdanövénynek mindig a legszélső gyökérzetén helyezkedik el. A gombavilág két nagy csoportra osztható.
Lehet beszélni alsóbbrendű (mikroszkopikus) és magasabb rendű, nagyobb gombákról. A szarvasgombákat az utóbbiakhoz, a föld alatti nagyobb gombák közé sorolják. A két csoport egymástól nehezen elkülöníthető, mivel a humuszrétegben, vagy kevéssel az alatt is vannak alsóbbrendű gombák. A mikorrhiza (görögül: gombás gyökér) a gombák és a növények között kialakult szimbiózis (mutualizmus) egyik formája. Nevezik gyökérkapcsoltságnak is. A gyökérasszociált gomba micéliumából kiinduló gombafonalak (a hifák) behálózzák a gazdanövény gyökereit, a kétféle élőlény kölcsönösen segíti egymás tápanyaghoz jutását.
A szarvasgombák termőteste föld alatti módosult apotécium termőtest párna, a termőréteg a termőtest belsejében van gyűrten, agyvelőszerűen, alakja csaknem gömbölyű, gumó alakú, melyet többé-kevésbé fejlett kéreg veszi körül. Ez lehet sima, varangyos vagy gidres-gödrös. Belseje állhat egyetlen üregből, de lehet tömör, márványos mintázattal vagy labirintusos. A tömlősöknél (ascomycota) a néhány nagyméretű termőtestet képező nemzetség, például a csészegombák, kucsmagombák, papsapkagombák, szarvasgombák termőteste a bazídiumos gombákéhoz hasonlóan álszövetes felépítésű.

## Életmódja
A föld alatti gombák a fák gyökereivel élnek szimbiózisban, ezért erdők talajaiban találjuk őket, a fák, cserjék gyökereivel mikorrhizát képezve. Az öreg erdők is megfogyatkoznak így egyre kevesebbet lehet találni belőlük, míg körülbelül száz évvel ezelőtt egy-egy uradalom erdős területéről akár több mázsa nyári szarvasgombát is piacra bocsáthattak. A nyári szarvasgomba ma is a legelterjedtebb Magyarországon.

## Szaporodása, termesztése
A gombák képesek egyneműen és kétneműen is szaporodni, bár nem minden gombafajtánál található meg mindkettő, a szexuális (meiotikus, teleomorph) és az aszexuális (mitotikus, anamorph) állapot. A szarvasgombának vannak hím és nő egyedei, amik külön telepekben élnek, így vannak hím és nő telepek, amelyek általában több méter távolságban helyezkednek el egymástól. A gumó formájú termőtest a talajban, a talajfelszínhez közel vagy abból részben kiemelkedve fejlődik. A különböző nemű telepek között az erdő vadjai, a szarvasok, a vaddisznók, az őzek, a gombalegyek és a bogarak, esetleg a gombagyűjtők közvetítik a spórákat. Olasz kutatók megpróbálkoztak „koedukált” telepeket létrehozni, ám azok idővel újra egyneművé váltak: vagy hímmé, vagy nősténnyé. Termesztésénél sok-sok környezeti tényezőre oda kell figyelni, mint a legtöbb termesztett növénynél.
Ilyen a megfelelő klíma és a talaj (általában meszes humuszos talajt kedvelnek, de meg kell vizsgálni a C/N arányt és a mikroelemtartalmat).
Franciaországban már a 19. század elején a természet leutánzása alapján rájöttek, hogy ha szarvasgombát termő tölgyfa alá vetnek makkot és az abból kifejlődött csemetéket szétültetik, akkor azoknak a fáknak a gyökerei idővel maguk is triflát kezdenek teremni, mert a csemete gyökerére nagy valószínűséggel rátelepszik a szarvasgomba. 1810-ben (fr) Croagnesben bizonyos (fr) Joseph Talon tűzifának telepített egy új tölgyest, meglepetésére hat év elteltével szarvasgombát talált az ültetvényén. Ezután már tudatosan hozták létre az ezzel a technológiával szaporított facsemetéket majd 1-2 éves korukban átültetve létesítették az első szarvasgomba termesztő ültetvényeket. Manapság évente 300-400 ezer fát ültetnek Franciaországban és vonnak be a szarvasgomba-termesztésbe.
Kezdjük azon: sikerült egy-két értékes szarvasgomba termőfoltjára rátalálnunk. Ha oda csemetéket akarunk ültetni, máris rá vagyunk utalva az érdekelt Erdőgazdaság engedélyére, sőt támogatására is. Felfedezésünket tehát nem tarthatjuk hétpecsétes titok alatt, hogy a közmondással éljek. Igaz, hogy meg lehetne tenni azt, hogy alkalmas őszi időben eliskolázunk a termőfoltra annyi csemetét, amennyi oda elfér. Ha emberek nem is vennék észre kísérletezésünket, akkor sincs még nyert ügyünk, mert a gombák után kutató erdei vadak megtalálhatják a helyet, hogy a gomba után turkálva, szétdúlják a csemetéket. Ezért a termőfoltot tüskés ágakkal, esetleg tüskésdrót kerítéssel is be kell keríteni. A bekerített hely pedig mások figyelmét is felhívja. Tehát megdézsmálhatják csemetéinket, főleg ha azok gyümölcsfacsemeték, vagy mogyorók.

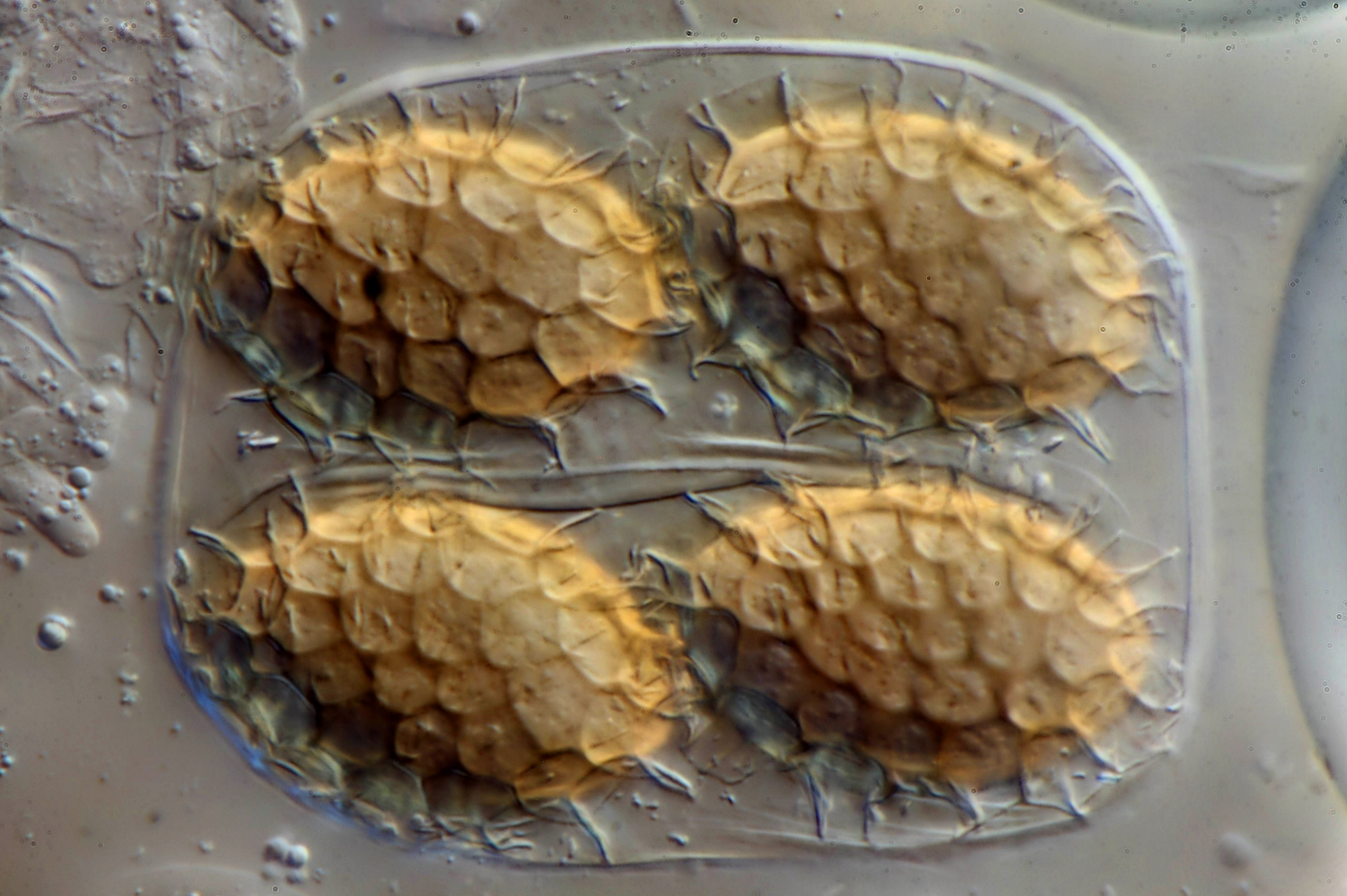
„A termőréteg a gomba belsejében a márványos erek mentén van. A tömlőkben 2—6, ritkábban csak 1 spóra van. Ezek széles, sokszögű terekkel, hálózatos récékkel fedettek. Méretük 20-60X17-4 2 mikron, aszerint, hogy hány spóra van a tömlőkben. Eleinte a spórák színtelenek, azután sárgásak, majd sárgásbarnák”

Az első magyarországi szarvasgomba ültetvényt Kondor Vilmos erdőmester létesítette 1901-ben Litkén, nyári szarvasgombát termő erdőből gyűjtött tölgymakkról nevelt csemetézéssel.
Ma a termesztők a növényi szaporítóanyagot bemártják a szarvasgomba-szuszpenzióba vagy szarvasgomba-szuszpenzióval öntözik (talajinokuláció) a termesztésre alkalmas csemete gyökerét és így ültetik ki a gondosan előkészített termesztési területre. A telepítés sikere három fontos tényezőn: a talaj, a klíma és a makk illetve a csemete szarvasgombával való kezelésének minőségén múlik.
Az így telepített és fejlődésnek indult szarvasgomba a mikorrhiza kapcsolatban, kölcsönösen előnyös együttélésben fejlődik a gazdanövénnyel. A mikorrhiza kapcsolat megnöveli a gazdanövény víz és tápanyag felvételét, ezzel fokozódik a produktivitása és növekedése a duplája is lehet a nem mikorrhizáltakhoz képest. Triflakertek létesítéséhez a legmegfelelőbbek a szántóföldek, rétek, felhagyott szőlők és gyümölcsösök. Ennek az az oka, hogy a talaj jó állapotban van és nem kell tartani az erdőkben természetes módon jelen lévő konkurens mikorrhiza-gombáktól.
Ma már konténeres, szarvasgombával beoltott, gombafonalakkal átszőtt gyökerű facsemetéket használnak a termesztők. A facsemetéket olyan talaj- és klimatikus viszonyok közé ültetik, amely optimálisan elősegíti a szarvasgomba termőtestének a képződését. A gomba és a gazdanövény közti kétirányú tápanyagtranszport az arbuszkulumok és hifatekervények sejtfala és sejtmembránja, valamint a növényi sejtfal és sejtmembrán által kialakított speciális anyagátadási felületen keresztül valósul meg. Ha sikerül megteremteni a gomba számára a megfelelő élőhelyi feltételeket, akkor tíz-tizenöt év múlva kezd teremni az ültetvény. A mikorrhizált facsemete árával, a hektáronkénti 1000-2000 fa telepítési költségével, az öntözőberendezések árával és működtetési költségével, valamint az intenzív gyümölcsültetvényekéhez hasonló talajművelési munkák költségeivel kell számolni egy-egy beruházás tervezésekor. A befektetés azonban idővel megtérül, hiszen az ilyen ültetvények termőre fordulva, hektáronként átlagosan 60 kilogrammos termést produkálnak.

### Szarvasgomba termesztés szempontjából fontosabb gazdanövények
- molyhos tölgy (Quercus pubescens)
- kocsányos tölgy (Quercus robur)
- csertölgy (Quercus cerris)
- mogyoró (Corylus avellana)
- törökmogyoró (Corylus colurna)
- nagylevelű hárs (Tilia plathyphyllos)
- kislevelű hárs (Tilia cordata)
- gyertyán (Carpinus betulus)
- feketefenyő (Pinus nigra)
- atlaszcédrus (Cedrus atlantica)[69]

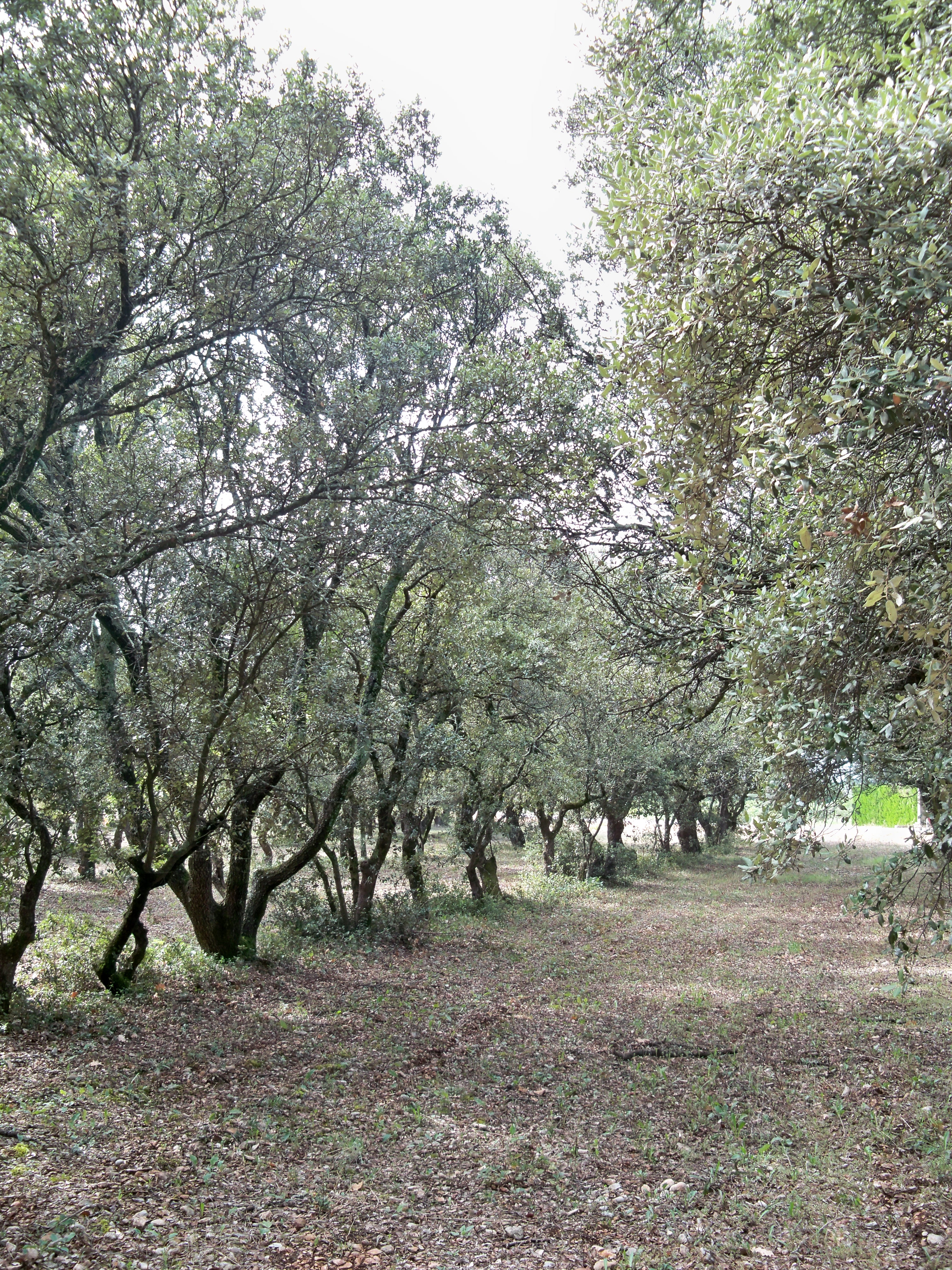
Triflaültetvény, Vaucluse megye, Franciaország

A gasztronómiailag értékes, föld alatti termőtesttel rendelkező mikorrhizás gombák termesztése ültetvényeken történik. Az ektomikorrhiza-képző gombák talajmicéliuma általában a fák gyökerétől számított egy méteres távolságig szövi át a talajt. A termesztett trifla minősége semmiben sem különbözik a vadon termő példányokétól. Vannak szarvasgombafajok amelyek gazdanövény specifikusak. Ilyen például a homoki szarvasgomba (Mattirolomyces terfezioides), mely kizárólag a fehér akáccal (robinia pseudoacacia) lép szimbiotikus kapcsolatba és arbuszkuláris mikorrhizát képez, igen gyakori gombája az alföldi homoktalajos elegyes akácosoknak. Egy ültetvény létrehozásakor figyelembe kell venni, hogy például a kocsányos és csertölgy lassú növekedésű, ezért az ültetést követően 6-8 év is eltelik, mire az első szarvasgomba termések megjelennek. A mogyoró viszont gyors növekedésű, ezért már 4-6 év után várható a termés. Persze éppen a gyors gyökérnövekedése miatt nagyobb az esélye a szennyező konkurens gombák megjelenésének a gyökéren. Egy új szarvasgomba ültetvény többszörösen is hasznosulhat, hiszen például a mogyoró vagy a nagylevelű hárs is alkalmas a kettős hasznosításra. A mogyoró termése gyűjthető, a hárs pedig hasznosítható méhészeti célra vagy a virágja fűszerként. Az újonnan telepített szarvasgombás ültetvények nem igényelnek komolyabb növényápolási munkálatokat, 40-50 évre biztosítják egy-egy terület kihasználtságát, gátolják a talajerróziót. Magyarországon gazdasági becslések szerint 5 ezer hektáron lehetne szarvasgombát termeszteni, de napjainkban ennek a területnek csak elenyésző töredékén folyik termelés.
A szarvasgombán kívül a magyarországi erdőkből szinte teljesen eltűnő egyéb gombafajokkal is lehet mikorrhizálni és termesztésükbe fogni, például a tinórukkal, a rizikével, a pereszkékkel és az ízletes vargánya gombával is.

## A szarvasgomba gyűjtése

### A gyűjtés szabályozása
Ma mintegy ezerféle föld alatti gombát tart számon a mikológia tudománya, az ehető szarvasgombák száma tíz körüli. A legtöbb nyugati országban az ehető szarvasgomba védett. A termőtestek vonzzák a gombaszúnyogokat, ezek jelenléte elárulja a talajban rejtőző szarvasgombát. Egyes esetekben a szarvasgombatelep felett nagy területen kiég a fű. Nyomra vezetheti a gombakereső embert, hogy a gomba a növekedése során megrepeszti a talajt, és ezek a repedések láthatóvá válnak, ha az avart elkotorják. Máskor apró legyek vagy vadtúrások jelzik a szarvasgomba jelenlétét.
Triflát gyűjteni kizárólag a szervezeti és működési szabályzat szerint trifla gyűjtéssel foglalkozó szervezetek által tartott, a triflagyűjtésről szóló képzésen igazoltan részt vett és azon alkalmassági vizsgát teljesített kutyával(a továbbiakban: triflakereső kutya), a triflakereső kutyát alkalmazó felelősségére lehet
Magyarországon 2013-tól kezdődően, a triflagyűjtők – és a kereső kutyák, az erdőről, az erdő védelméről és az erdőgazdálkodásról szóló 2009. évi XXXVII. törvény és a 24/2012. (III. 19.) VM rendelet alapján csak vizsgával, az illetékes erdőgazdálkodó írásbeli engedélyével gyűjthetnek. Kötelezően előírt a gyűjtőnapló vezetése, kivéve annak, aki saját tulajdonú erdejében és naponta legfeljebb 20 dekagramm vagy pedig három darab föld alatti gombát gyűjt. A triflakereső kutyát elektronikus azonosítóval kell ellátni, egy gyűjtő egyidejűleg legfeljebb két kutyával dolgozhat. Tilos a gyűjtésnél az erdőn a termőhelyet megbolygatni, a megtalált gombát legfeljebb egy 5 centiméter széles eszközzel lehet felszedni, tilos a trifla fészket betemetetlenül hagyni, vagy azt nem az ott kitermelt talajjal betemetni. A magyar szarvasgombász törekvéseket az Első Magyar Szarvasgombász Egyesület koordinálja, a Magyar Szarvasgomba Szövetség, pedig a tagszervezeteket fogja össze és kapcsolatot tart a nemzetközi társszervekkel.
Az etikus gyűjtés alapvető szabálya, hogy képzett kutyákkal történjen, mert csak úgy garantálható az, hogy csak az érett gombát szedjük ki és a piacképtelen, éretlen és ezáltal értéktelen termőtestek a földben maradjanak. A gyűjtés esetében nagyon fontos az is, hogy a lehető legkisebb talajzavarással történjen a termőtestek kiemelése, hogy a micéliumszövedék a lehető legkevésbé sérüljön meg a szarvasgomba telepen.

### A szarvasgomba gyűjtők képzése
A föld alatti gombák gyűjtéséről szóló 24/2012 (III.19.) VM rendelet előírása alapján szarvasgombát csak az a személy gyűjthet, aki a Nemzeti Élelmiszerlánc-biztonsági Hivatal szervezésében a hatósági jellegű képzést eredményesen elvégezte. A tanfolyam elvégzése azonban csak az egyik feltétele annak, hogy valaki triflász lehessen. Csak az Országos Erdőállomány Adattár erdőgazdálkodói nyilvántartásban szereplő erdőgazdálkodó hozzájárulásával, engedélyével gyűjthető a föld alatti gomba, ő jogosult ugyanis meghatározni az erdei haszonvételek gyakorlásának feltételeit. Magyarországon a föld alatti gombák gyűjtésére vonatkozó hatósági jellegű képzést az Első Magyar Szarvasgombász Egyesület és a Szarvasgomba-termesztők Országos Egyesülete tarthat.

### Szarvasgombász állatok alkalmazása
A rejtőzködő gombát nehéz megtalálni az erdőben. Bár egyes esetekben a szarvasgombatelep felett nagy területen kiég a fű ezért nyomra vezethet, hogy a gomba a növekedése során megrepeszti a talajt, és ezek a repedések láthatóvá válnak, ha az avart elkotorják. A gyűjtők nehéz munkáját segítheti több apró légyfaj, például a (fr)Suilla gigantea vagy a Suillia fuscicornis faj is, mert nagy rajokban repkednek a gombatelepek fölött, lárváik ugyanis éppen a szarvasgombában fejlődnek ki. Egy kis sárga-fekete légy, a Helomyza tartufifera a tojásait közvetlenül a földre, az érett szarvasgomba fölé rakja. Ehhez a nyomravezető módszerhez jó szem és sokéves gyűjtői tapasztalat szükséges. A hagyományos, önkéntes nyomravezető segítő azonban a sertés. A pórázon vezetett sertést nem kell tanítani és idomítani, mert alapvetően szereti a szarvasgombát. Az erdőben talált gombát azonban szeretné elfogyasztani, ezért gyakran kerül sor összetűzésre a sertéskoca és a gombagyűjtő gazdája között. A sertéssel kutató gombászoknak ezért gyakran hiányzik is egy-két ujja. A kutyát viszont tanítani és idomítani kell, mert kevésbé érdekli a szarvasgomba, mint ennivaló. Hazánkban a törvényi szabályozás csak a kutyával történő szarvasgombagyűjtést engedélyezi.

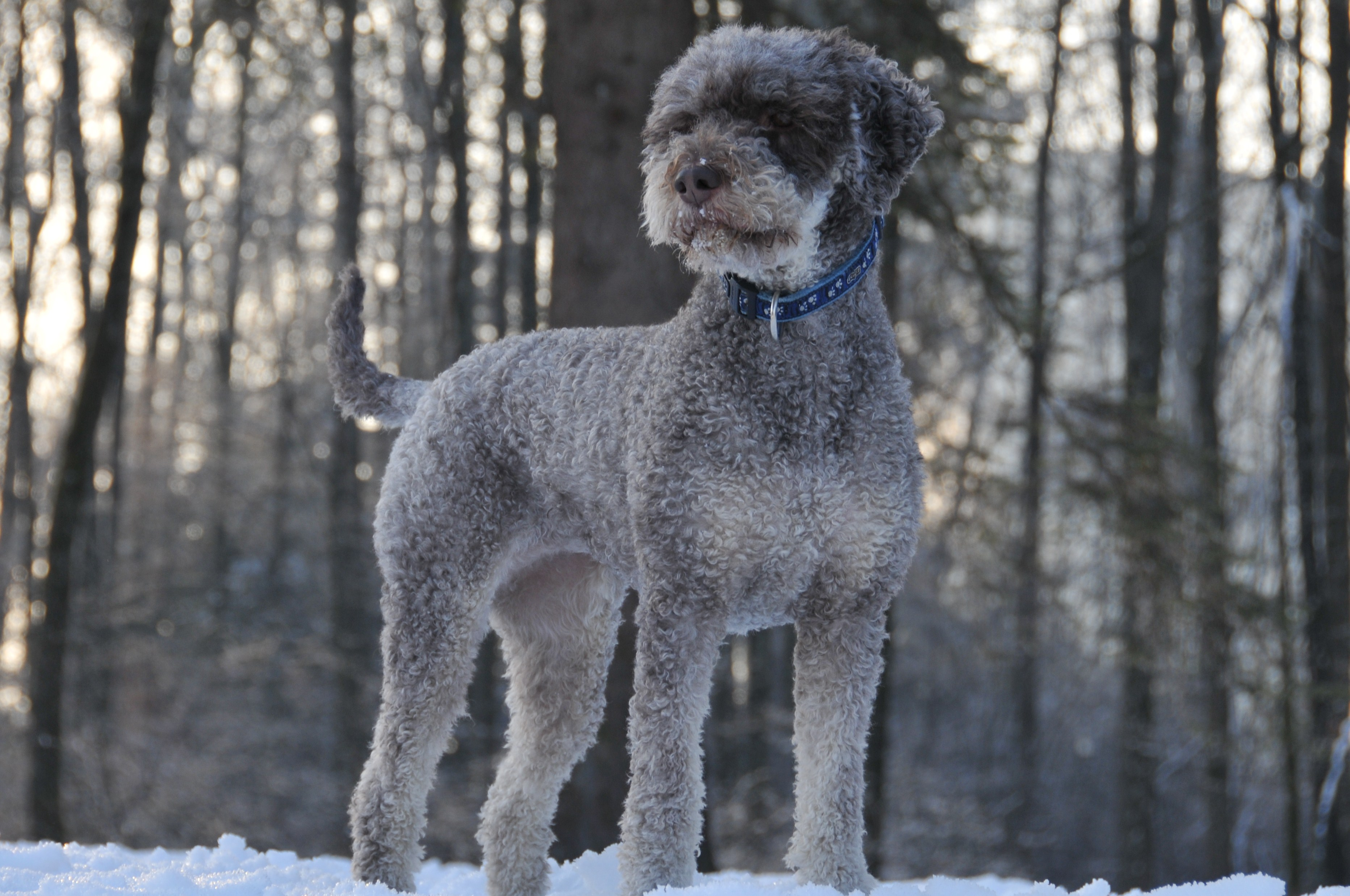
Egy lagotto romagnolo fajtájú speciális gombászkutya, a lagotto kimondottan szarvasgomba keresésre kitenyésztett kutyafajta

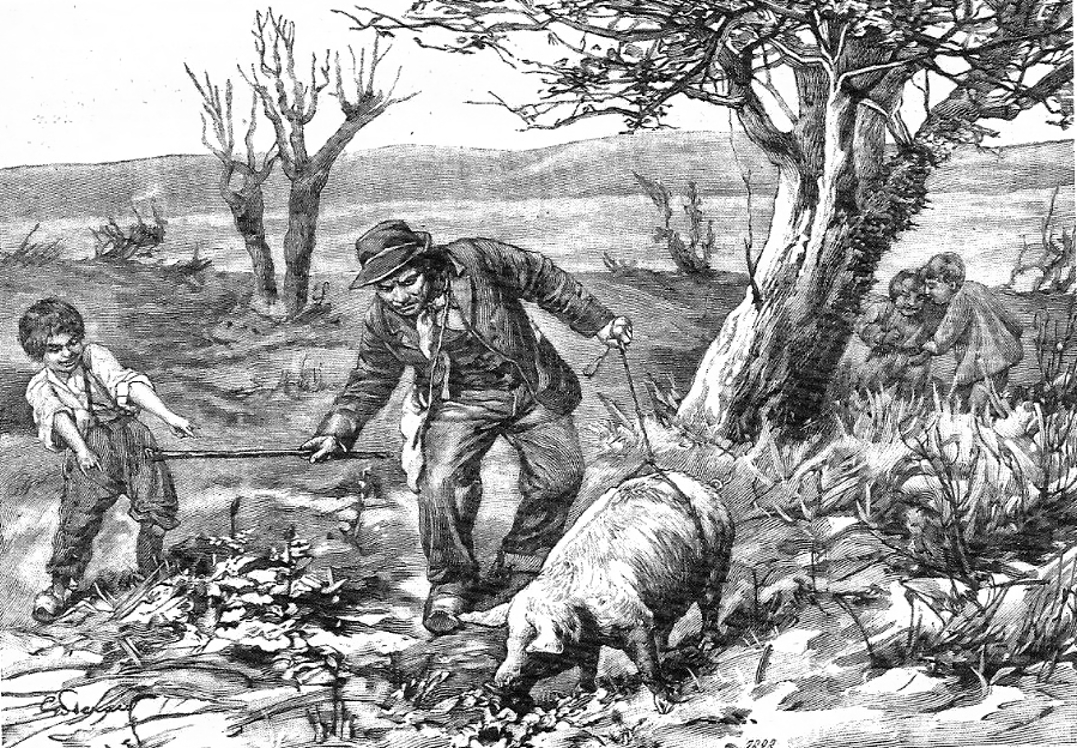
Szarvasgomba szüretelés a 20. század elején egy betanított sertés kocával, ami a kan pézsmaszagú androszteronjával téveszti össze a szarvasgomba illatát

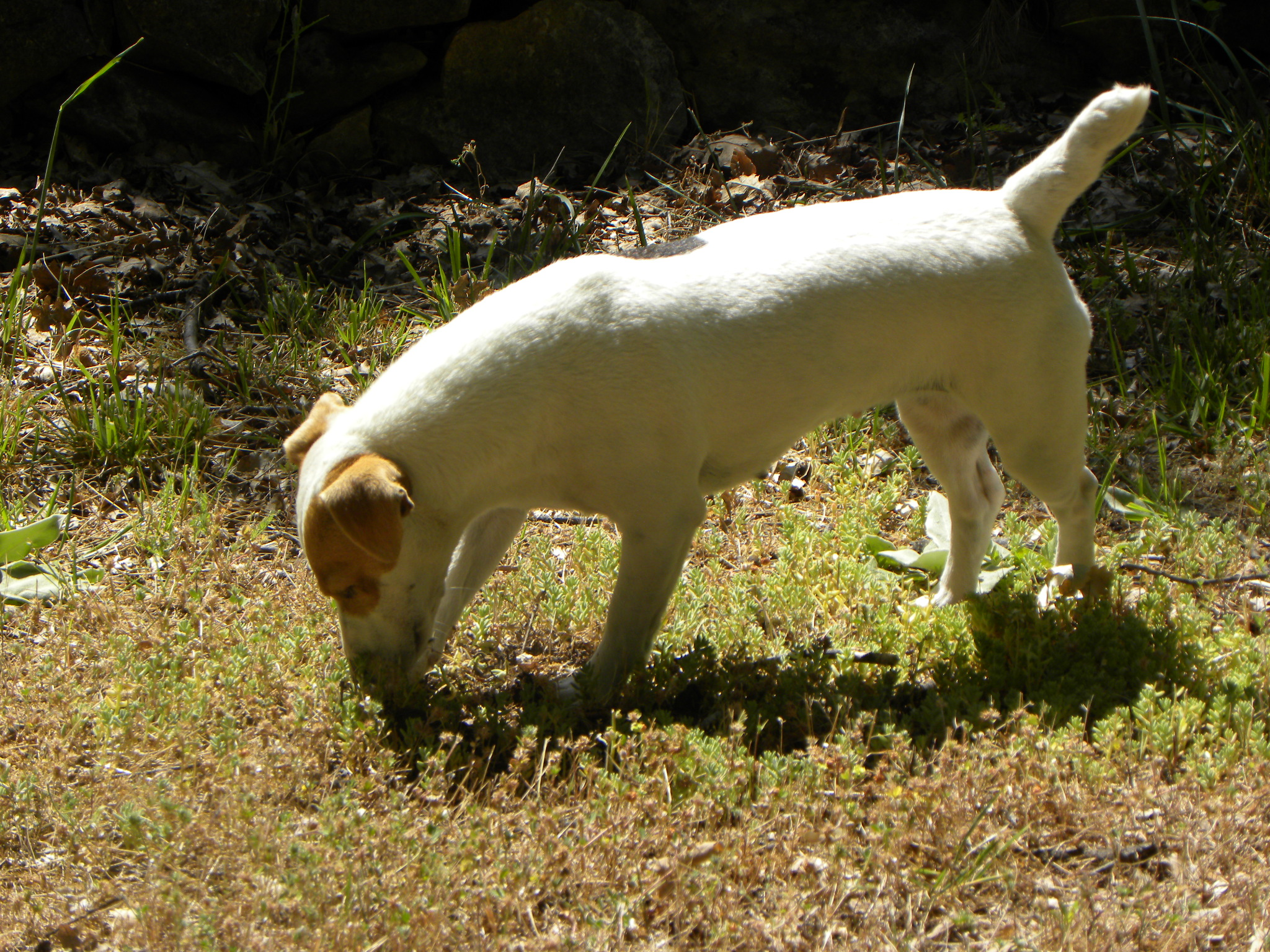
Gombászkutya
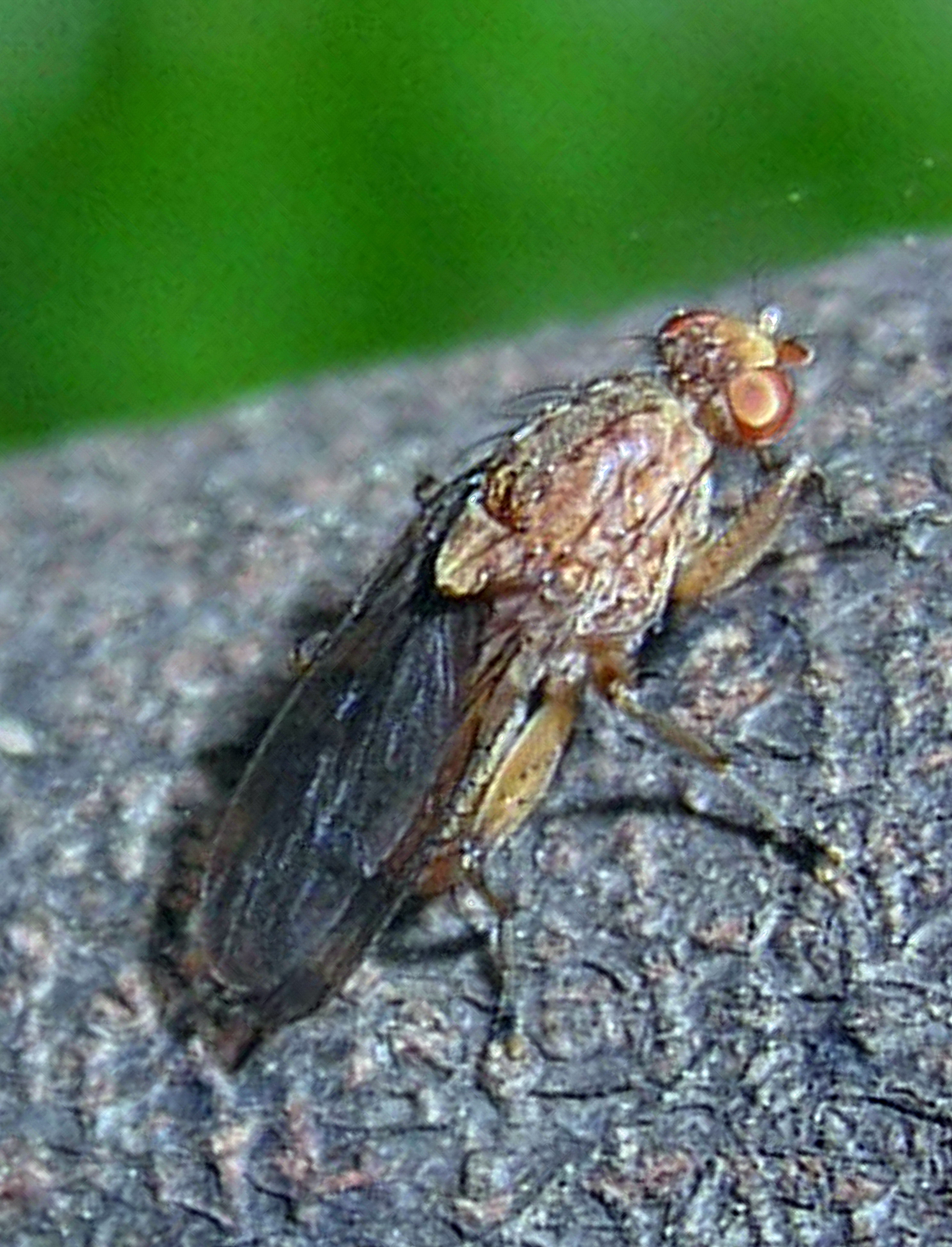
Suillia fuscicornis légy a szarvasgomba illata alapján tájékozódik és petéit a gomba lelőhelyei fölött rakja le
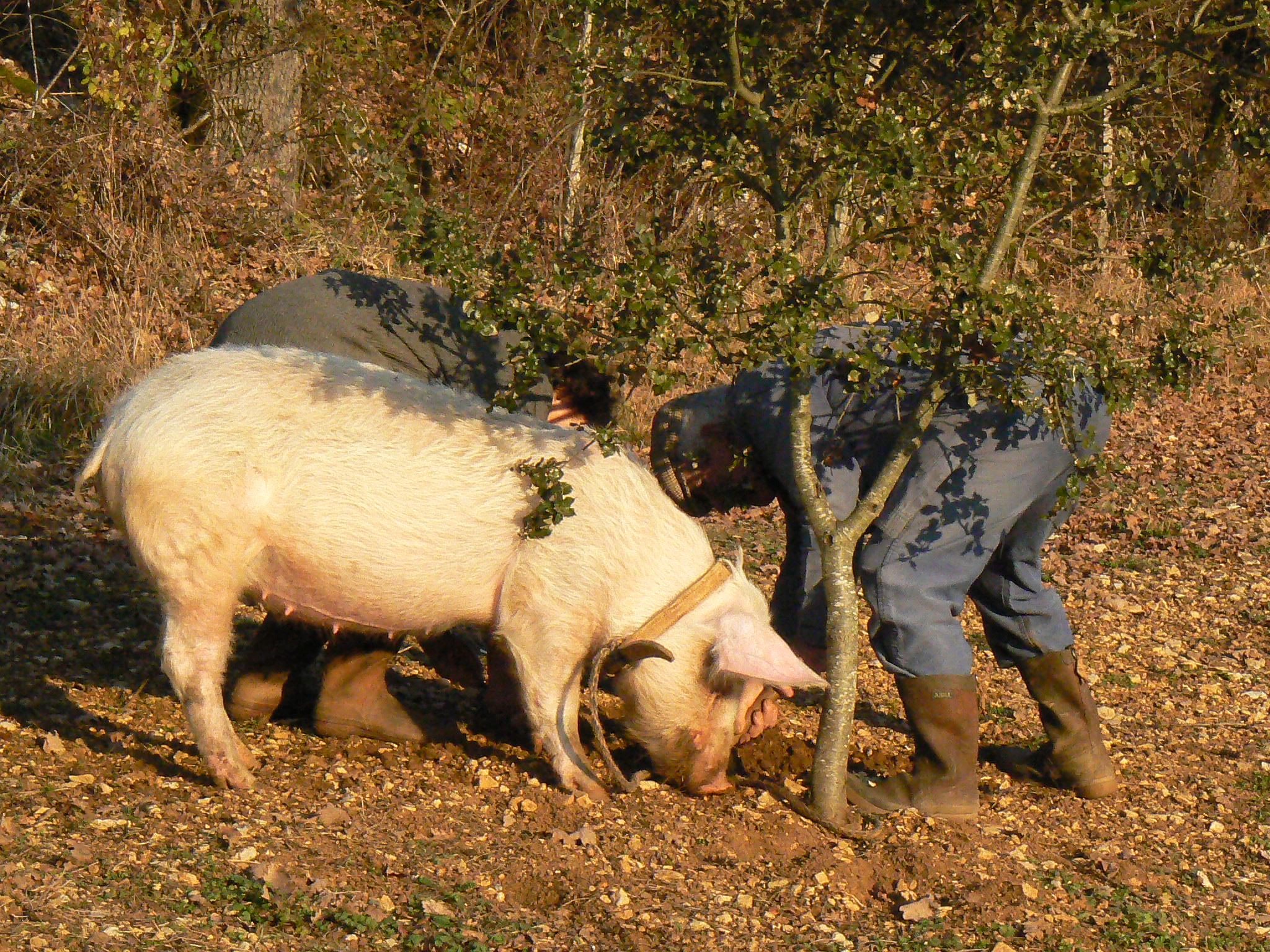
Gombakereső sertés

Napjainkban képzett keresőkutyák segítik a gyűjtőket szarvasgombát lelni, ugyanis hiába tudja a szakember, hogy merre érdemes kutatnia, az igazi etikus gombagyűjtő a kutya, mert őt a kiváló szaglása kisegíti és csak az érett illatos gombát mutatja meg az erdő károsítása nélkül. A legjobban bevált gombászkutya fajták a labrador retrieverek, golden retrieverek, a rövidszőrű magyar vizslák, a spánielek a német juhászkutyák és persze a Lagotto romagnolo, amit az összes kutyafajta között egyedüliként, kimondottan a szarvasgomba keresésre tenyésztettek ki Olaszországban. Gomba híján érett sajttal is tanították a kutyákat, ma már gyakrabban használják oktatási célra az ún. “U-vitamint”, amely a nyári szarvasgomba illatának egyik komponense. Természetesen a legjobb valódi érett gombával idomítani a keresőkutyát. A kiképzett kutyáktól alapvetően elvárják a fegyelem tökéletes elsajátítását annak érdekében, hogy az erdő és a vadállomány nyugalmát minél kisebb mértékben zavarják. Az ösztöneiket legyőzve a vadállatokkal szemben tökéletes közömbösséget tanúsítsanak.

### Gyűjthető fajok és gyűjtésük ideje
Magyarországon a nagyobb piacokon és vásárcsarnokokban megszabott időkorlát szerint árusítható a szarvasgomba.
- 1. valódi szarvasgombák:
  - 1.1. Tuber aestivum Vittad., nyári szarvasgomba ) – június 15-től december 31-ig,
  - 1.2. Tuber mesentericum Vittad., petróleumszagú szarvasgomba – augusztus 1-jétől december 31-ig,
  - 1.3. Tuber macrosporum Vittad., nagyspórás szarvasgomba – szeptember 1-jétől december 31-ig,
  - 1.4. Tuber brumale Vittad., téli szarvasgomba – november 1-jétől március 15-ig,
  - 1.5. Tuber borchii Vittad., késői szarvasgomba – november 15-től április 15-ig,
  - 1.6. Tuber magnatum Pico, isztriai szarvasgomba (olasz fehér szarvasgomba, piroshúsú szarvasgomba) – október 1-től december 31-ig.
- 2. egyéb föld alatti gombák:
  - 2.1. Choiromyces meandriformis Vittad., fehér szarvasgomba – június 10-től október 15-ig,
  - 2.2. Mattirolomyces terfezioides (Matt.) Ed. Fischer, homoki szarvasgomba – augusztus 20-tól november 15-ig,
  - 2.3. Melanogaster broomeianus Berk., kocsonyás-álpöfeteg – egész évben[89]

## Árusíthatóság időkorlátja

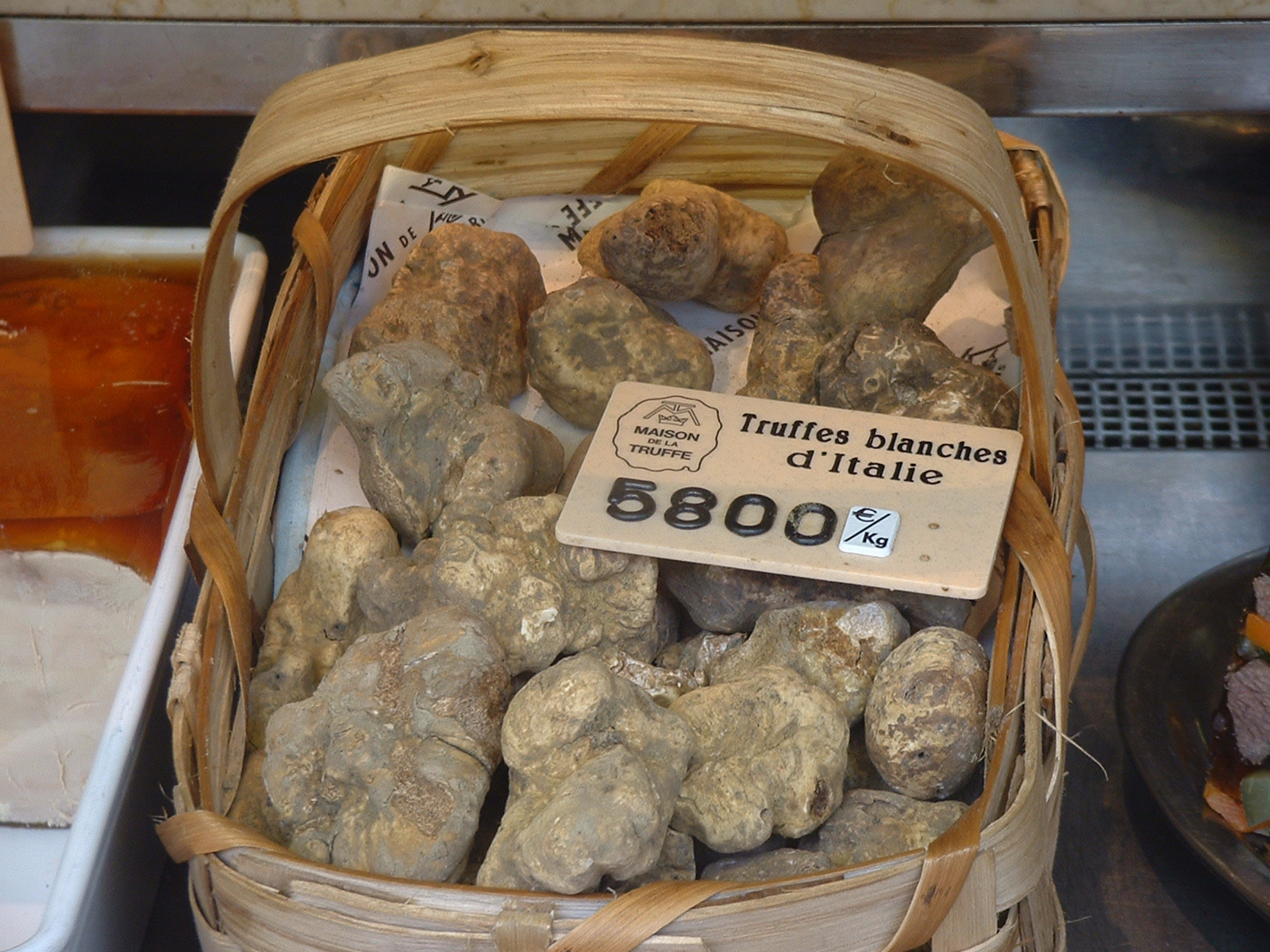
Fehér szarvasgomba egy olasz piacon, 2003-ban

A Fővárosi Önkormányzat Csarnok és Piac Igazgatósága üzemeltetésében lévő piacokon és vásárcsarnokokban az alábbi időkorlát szerint árusítható szarvasgomba.
| Magyar neve               | Latin neve                   | Időszak                         |
| ------------------------- | ---------------------------- | ------------------------------- |
| Fehér szarvasgomba        | (Choiromyces meandriformis)  | június 10-től október 22-ig     |
| Fekete szarvasgomba       | (Tuber melanosporum)         | –                               |
| Nyári szarvasgomba        | (Tuber aestivum)             | június 15-től január 7-ig       |
| Kátrányszagú szarvasgomba | (Tuber mesentericum)         | augusztus 1-jétől január 7-ig   |
| Homoki szarvasgomba       | (Mattirolomyces terfezoides) | augusztus 20-tól november 22-ig |
| Nagyspórás szarvasgomba   | (Tuber macrosporum)          | szeptember 1-jétől január 7-ig  |
| Isztriai szarvasgomba     | (Tuber magnatum)             | október 1-jétől január 7-ig     |
| Téli szarvasgomba         | (Tuber brumale)              | november 15-től március 22-ig   |

## A szarvasgomba illata

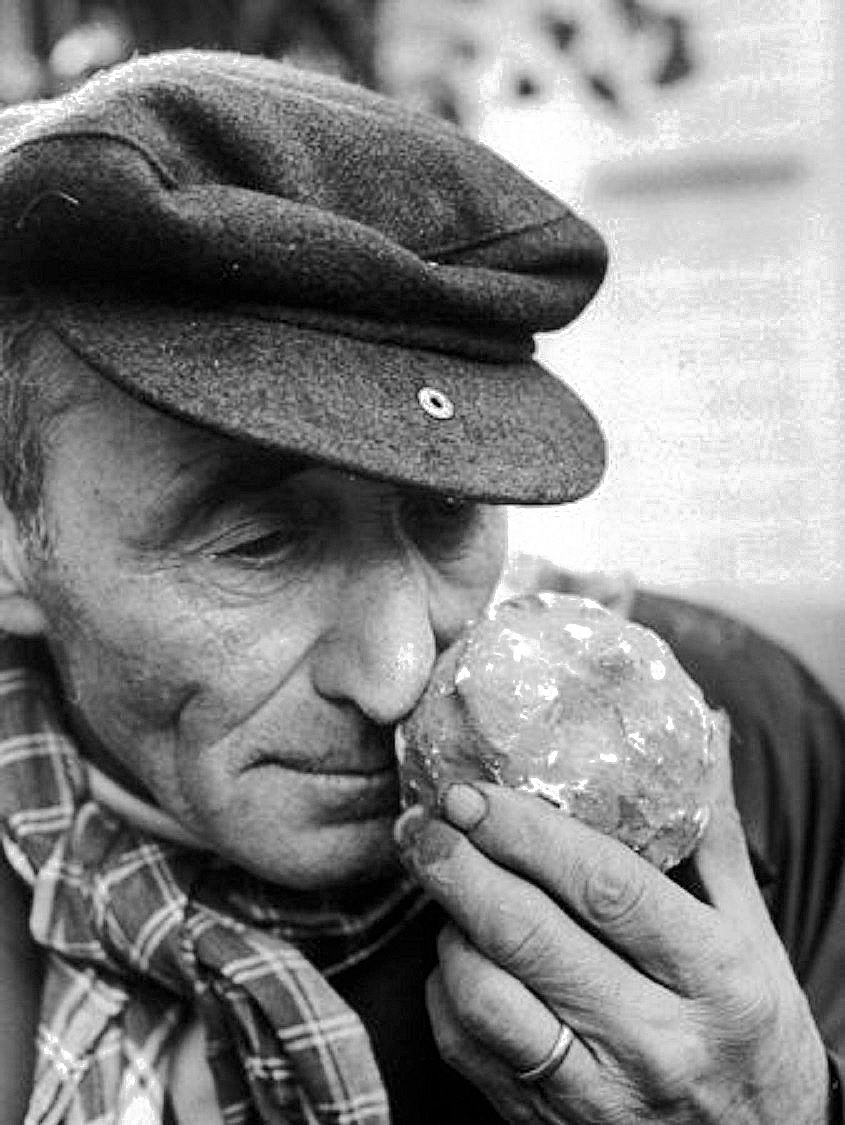
Szarvasgomba minőség-ellenőrzése szaglással

Vágyfokozó intenzív illata miatt az olasz Piemontban tilos a friss szarvasgombákat tömegközlekedési eszközön szállítani. Az illat nélküli trifla éretlen. Az érett szarvasgombákból azonban a föld alól, a fejlődési folyamatuk végén nagyon intenzív, főként kéntartalmú illékony vegyületek illatanyagai áramlanak ki, amelyek a néha 30-40 centiméter vastag földrétegen is áthatolva izgatják a különféle erdei állatok szaglószerveit. A szarvasgomba aroma-összetétele nagymértékben függ a gomba földrajzi származási helyétől, termőhelyétől és a termőtest érettségi fokától. A szarvasgomba illata jelentős mértékben változhat a termőtestének fejlődése folyamán, valamint a begyűjtése után eltelt idő függvényében is. Észlelték, hogy a termőhelyen észlelt jellegzetes illata estére egészen más illatúra változott, majd másnap reggelre ismét visszatért a gomba eredeti illata.

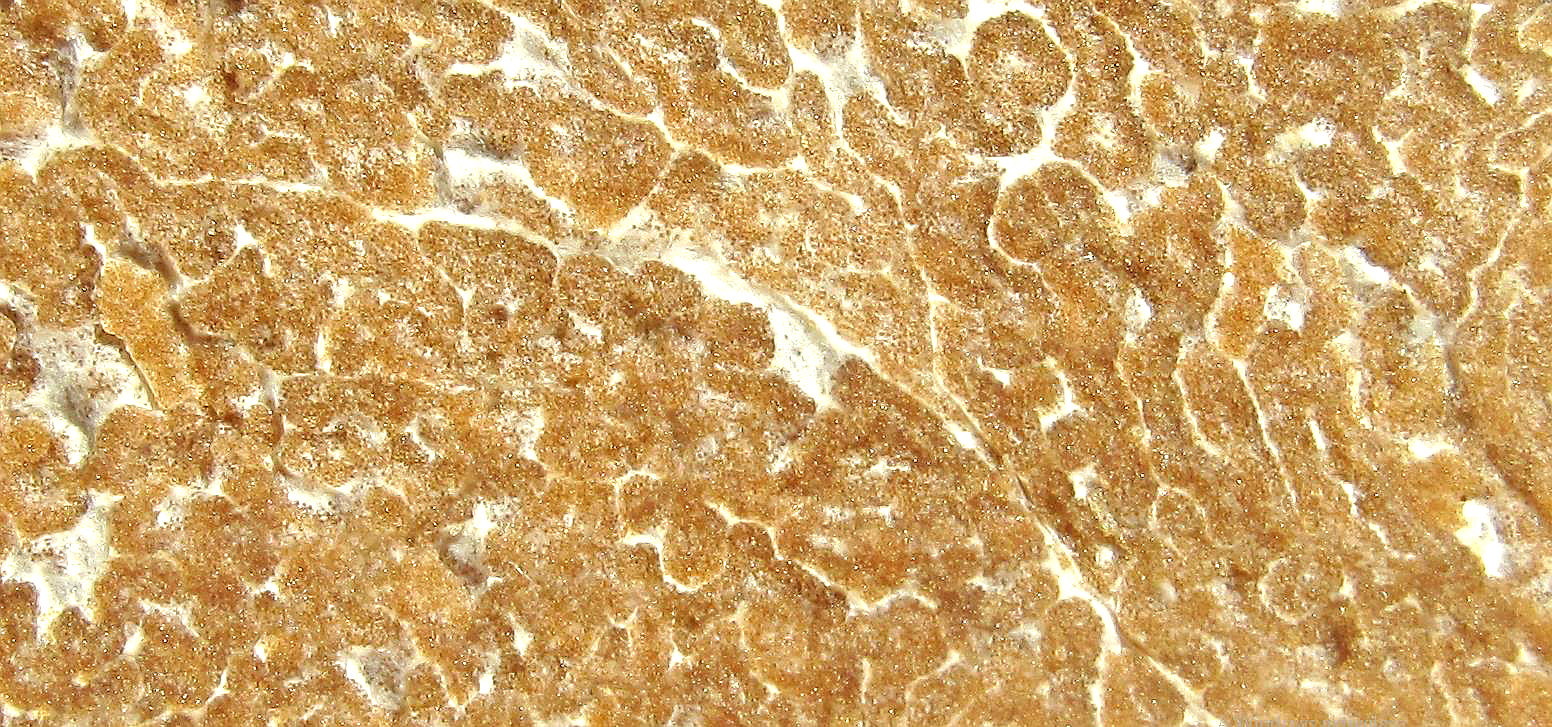
Az érett Tuber aestivum (nyári szarvasgomba) húsa

A szarvasgomba illatát előidéző vegyületek főként akkor képződnek, amikor a gomba spórái éretté válnak. Az illat függ attól is, hogy a gombát milyen körülmények között és mennyi ideig tárolták. Kémiai vizsgálatok szerint a szarvasgombák aromája számos vegyület keverékéből áll és több mint 200, különféle szarvasgombák által előállított, illékony szerves vegyületet azonosítottak, a legértékesebb Tuber melanosporum illatanyagai között nyolc különféle alkoholt, dimetil-szulfidot, izoamil-amint, para- és meta-krezolt azonosítottak, azonban jellegzetes illatának gerincét a dimetil-szulfid adja, amely a legnagyobb mennyiségben van minden szarvasgombában. A Tuber aestivum (nyári szarvasgomba) illata a főtt kukoricára vagy sörélesztőre emlékeztető, aromás, kellemes, pörkölt árpamaláta, mogyoró, jelzőkkel jellemzett. A trifla illatanyagai zsírban és olajban oldódnak, 60 fok felett kezdi elveszíteni az illatanyagát, ezért nem lehet hőkezelni. Enyhe, erőtlen ízvilágú ételhez illik, amely nem nyomja el a gomba különleges illatát és zamatát. A szarvasgomba optimális élvezeti értékét, ízének és illatának élményét akkor érezhetjük, ha a már teljesen kész, nem túl forró ételre reszeljük az érett, nyers termőtest leheletvékony szeleteit és élvezzük a furcsa, bonyolult ízt és illatot, ami egyszer megjelenik, máskor pedig eltűnik.

## Felhasználása a gasztronómiában
La truffe est le diamant de la cuisine
„A szarvasgomba a konyha gyémántja”. Az igazi szarvasgomba illat- és ízvilága olyannyira karakteres, hogy többnyire fűszerként használatos a gasztronómiában, ezért egy-egy recepthez 2-300 forintba kerülő szarvasgomba is elég. A legfontosabb tudnivaló a gasztronómiailag felhasználható különféle szarvasgombákról, hogy illatanyagaik zsírban és olajban oldódnak, magas hő hatására azonban elbomlanak és elveszítik élvezeti értéküket. Ha a szarvasgomba illata erős és átható, akkor az íze is megfelelő lesz. Bár a szarvasgomba víztartalma csak 75 százalék, állaga azonban nem lehet szivacsos vagy széttöredező a konyhai felhasználáskor.
Aki szarvasgombát mond, nagy szót ejt ki, mely szerelmi és ínyenc emlékeket ébreszt az alsó szoknyát viselő nemnél és ínyenc és szerelmi emlékeket a szakállt viselő nemnél. Ez a tisztes megkettőztetés onnan ered, hogy ezt a kiváló gumót nemcsak pompás ízűnek tartják, hanem azt hiszik róla, hogy fokozza azt az erőt, melynek gyakorlását a legédesebb gyönyörök kísérik.
A szarvasgombákról. (Des Truffes) 

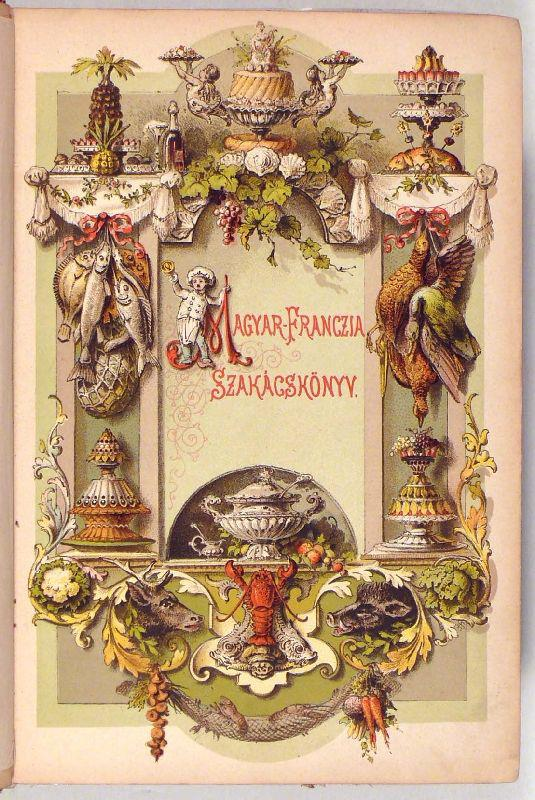
Dobos C. József Magyar-franczia szakácskönyvének színes borítója (1881)

A szarvasgomba a finomabb konyhában nélkülözhetetlenné vált, mert minden fogás, mit vele készítenek, a legkedvesebben látottakhoz tartozik. A szarvasgomba eredete ismeretlen; megtalálják azt, de nem tudják miből ered és hogyan nő. A legügyesebb emberek foglalkoztak vele, igyekeztek magvát szedni és azt tovább tenyészteni, mind hasztalan, mert az soha sem sikerült. De ez nem nagy baj, mert ha mint a burgonyát termeszteni lehetne, úgy ez is, mint minden a világon, elvesztené értékét. A szarvasgomba még 1780-ban Párisban ritkaság volt, s egy szarvasgombával töltött pulyka csak fejedelmek asztalán pompázott. A legjobbak Perigard-ból és a Provence-ból jönnek, s januárban a legfinomabbak. A burgundi és dauphinéniek nem sokat érnek, mert az aromájuk hiányzik. Piemontban fehér szarvasgomba terem, mit igen nagyra becsülnek; kissé fokhagyma ízűek, de ez jóságukból egyáltalán nem von le. A szarvasgomba könnyen rágható, de nehezen emészthető, azonban ha mértékletesen élvezzük, nem ártalmas, és finom íze miatt rendkívül keresett és kedvelt ínyencség.
A szarvasgomba olasz hatásnak köszönhetően honosodott meg a francia gasztronómiában. A szarvasgomba mint fűszer, igazán akkor kezdett népszerűvé válni a világon, amikor a híres francia gasztronómus Brillat-Savarin és társai a 18. század vége felé filozófiai magasságokba emelték a francia konyhaművészetet és közben kitalálták, hogy a francia ételkészítési módok közül melyek illenek legjobban a szarvasgomba különös aromájához.
A szarvasgomba akkoriban még a magyar konyhákból sem hiányozhatott:
953. Szarvasgomba.

Az ehető gombáknak e királyát sokféleképen készítheted. Mindenekelőtt áztasd forró borba a szarvasgombát, hogy a reá ragadt föld leázzék. Némelyek meg is szokták hámozni, pedig a legjobb ize kérges héjában rejtekezik. Készítheted tehát igen egyszerűen a következőleg: főzd meg bor- és húslé-keverékben töretlen borssal jó puhára, tedd tiszta asztalkendő fölé tányérra, tégy mellé íróvajat s add fel.
Rizottó fürjjel. 

Tisztíts meg tizenkét fürjet s a rizottó alapjához szükséges szokásos módon ízletesen süsd meg. Borítsd be sonka- és szalonnaszeletekkel s tölts rá egy pohár bort. Ha megsült, vedd le a tűzről, szedd le a zsírját, s hagyd lehiggadni. Ezután adj hozzá fél liter fehér mártást, tíz deka szeletekre vagdalt, fekete szarvasgombát, vajjal és sűrű konzerwel készült mártást. A rizsből formálj gúlát s oldalába támassz előbb nyolc, majd ezek tetejébe három fürjet s legtetejébe egyet. Az üresen maradt helyekre dugd be a fejeket s az egészet díszítsd szarvasgombával. Vond be glace-szal és a mártást külön tálaljuk föl hozzá.

### Felhasználható és ehető szarvasgombák
Magyarországon az alábbi szarvasgombák kerülnek forgalomba étkezési célra:
- burgundiai szarvasgomba (Tuber uncinatum)
- fehér szarvasgomba (Choiromyces meandriformis)
- francia szarvasgomba (Tuber melanosporum)
- gödrös szarvasgomba (Hydnotria tulasnei)
- homoki szarvasgomba (Mattirolomyces terfezoides)
- isztriai szarvasgomba (olasz fehér szarvasgomba, piroshúsú szarvasgomba) (Tuber magnatum)
- kátrányszagú szarvasgomba (Tuber mesentericum)
- késői szarvasgomba (Tuber borchii)
- kínai szarvasgombafajták (Tuber indicum) (Tuber sinensis) (Tuber hymalayense)
- nagyspórás szarvasgomba (Tuber macrosporum)
- nyári szarvasgomba (Tuber aestivum)
- téli szarvasgomba (Tuber brumale)

### Felhasználásuk
A szarvasgombát közvetlenül a felhasználás előtt száraz kefével kell megtisztítani a rátapadt földtől. Az éretten gyűjtött fekete szarvasgombákat ezután hideg vízben le kell mosni, majd kis kefével alaposan meg kell tisztítani a rajta lévő szennyeződésektől. Kerülni kell azonban a túlzott tisztítást, mert az értékes aroma nagy része elveszhet, mivel az leginkább a termőtest héján található.

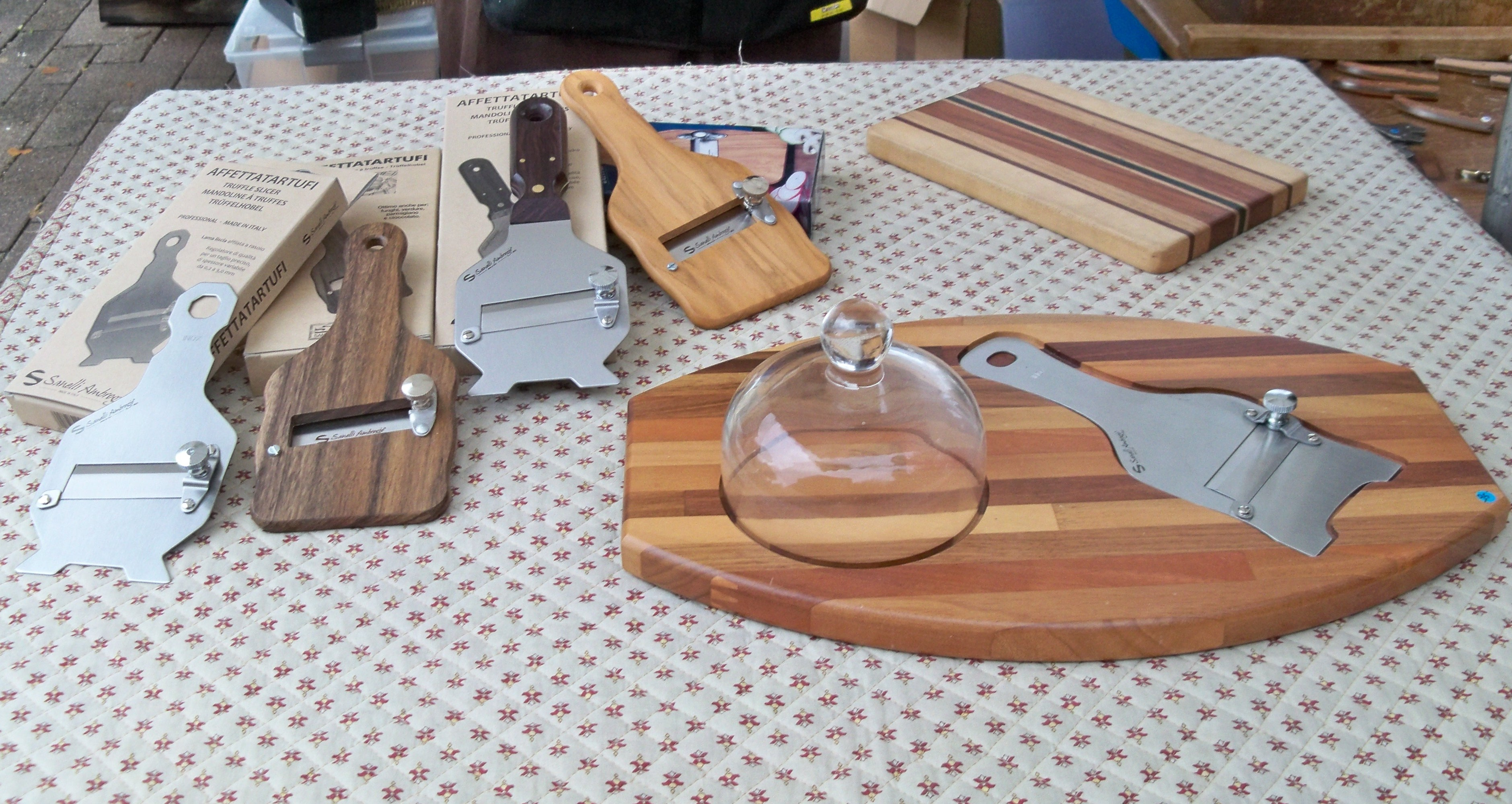
Rasoir à truffe, a sokféle formájú szarvasgombagyalu

A triflát frissen, de legkésőbb 3–4 napon belül el kell fogyasztani, mert a begyűjtéstől számított minden egyes nappal a nedvességtartalmának és aromájának megközelítőleg 10 százalékát elveszíti. Néhány ételhez a termőtestet meg kell hámozni, azonban a gomba húsát körülvevő héj túl értékes, ezért levesekbe, mártásokba főzve még hasznosítható. A szarvasgomba felszolgálásakor speciális eszközt, gyalut használnak, amellyel a klasszikus hajszálvékony 0,2 mm vékony szeleteket vágnak a még meleg ételre, ekkor a zsír feloldja az illatanyagokat és rövid időre feltárul a szarvasgomba felejthetetlen íze, amelynek az élménye olyan, mintha illatot ennénk.
Különleges piemonti előétel a carne cruda all’Albese (steak tartare with truffles), amit érlelt bélszínből készítenek, a húst késsel finoman összevagdalják, citromlevet, fokhagymát, sót, borsot adnak hozzá, esetleg egy sózott szardellát szintén apróra vagdalnak, végül az így elkészült massza tetejére finoman, néhány szelet szarvasgombát gyalulnak. Legnépszerűbb tartósítása a szarvasgombának, hogy a megtisztított gombagumót megszárítják majd steril, jól záródó edényben, 80 °C-ra felmelegített libazsírba helyezik.
Az egyik legegyszerűbb és legnépszerűbb finomság a szarvasgombás vaj. Jó minőségű zsíros vaj kell hozzá, amelyhez hozzá kell adni a lereszelt kisebb méretű szarvasgombát és össze kell keverni. Vargányával vegyesen is készítik. Átlagosan 25 dkg vaj vesz fel 2 gramm szarvasgombát. A keveréket egy napig szorosan zárt edényben kell tartani, hogy a szarvasgomba aromája teljesen átjárja a vajkrémet. A gasztronómiailag rendkívül különleges homoki szarvasgomba fokozottan értékes, mert miközben magában hordozza a szarvasgomba-félék jellemzően erős illat és aromaanyagát, akár tízszer édesebb lehet a cukornál is. Így elsősorban desszertek ízesítésére használható, ami rendkívül különlegessé teszi a szarvasgomba fajok között.

## Galéria

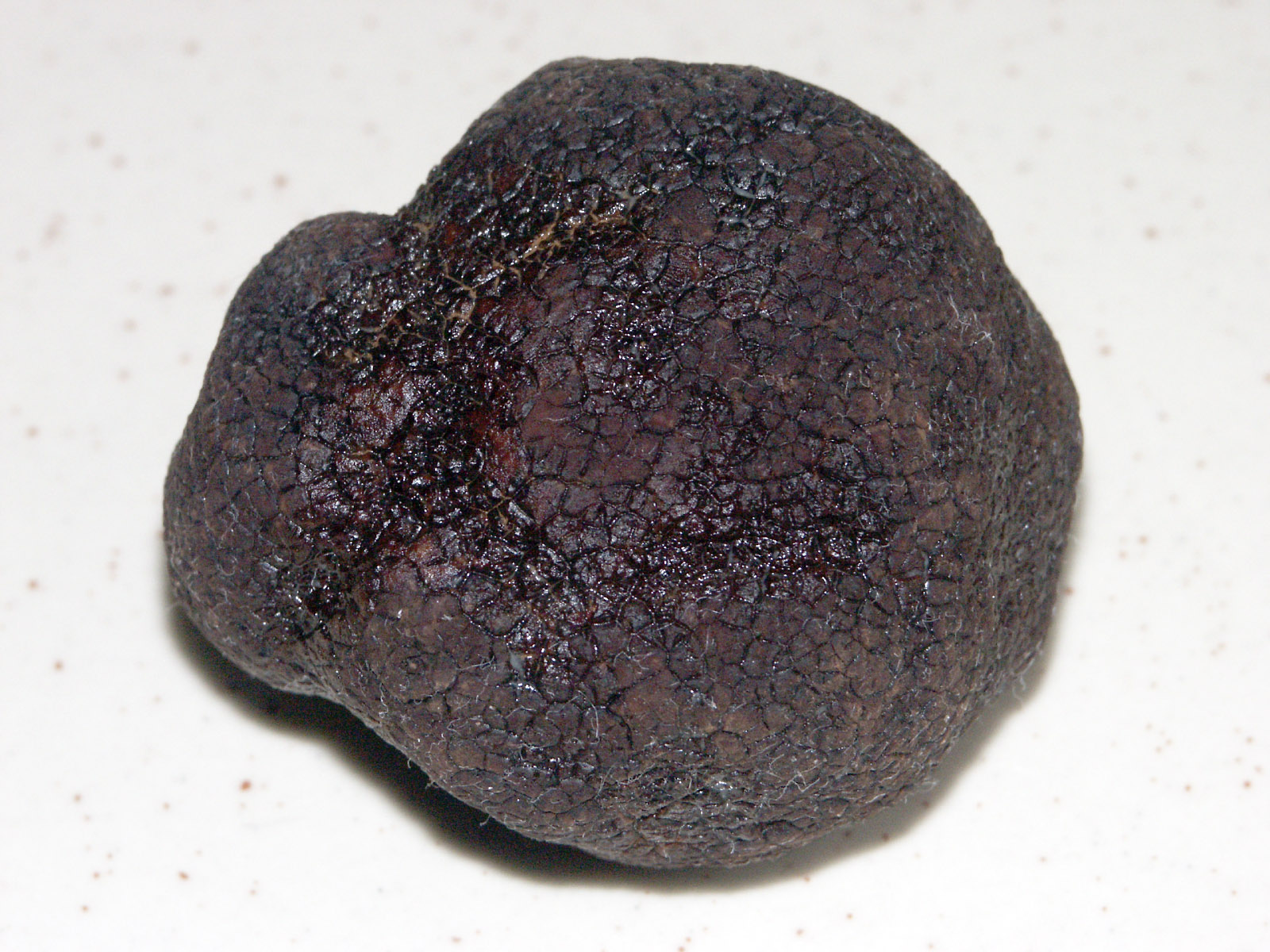
Tuber melanosporum, Truffe noire du Périgord, francia szarvasgomba
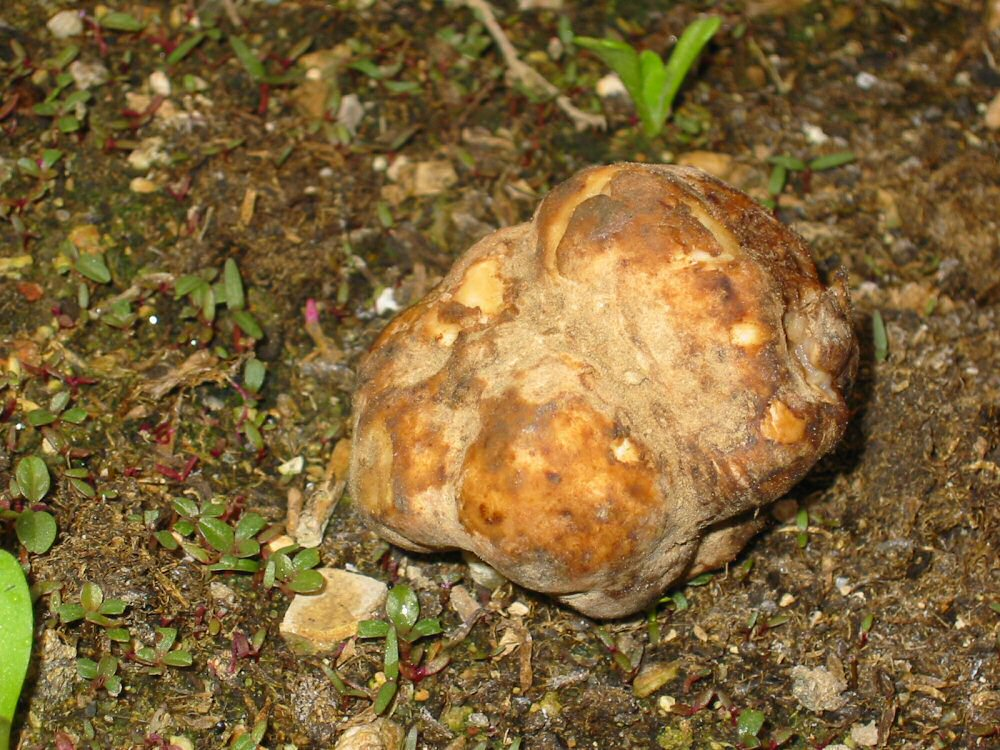
Mattirolomyces terfezioides, homoki szarvasgomba -
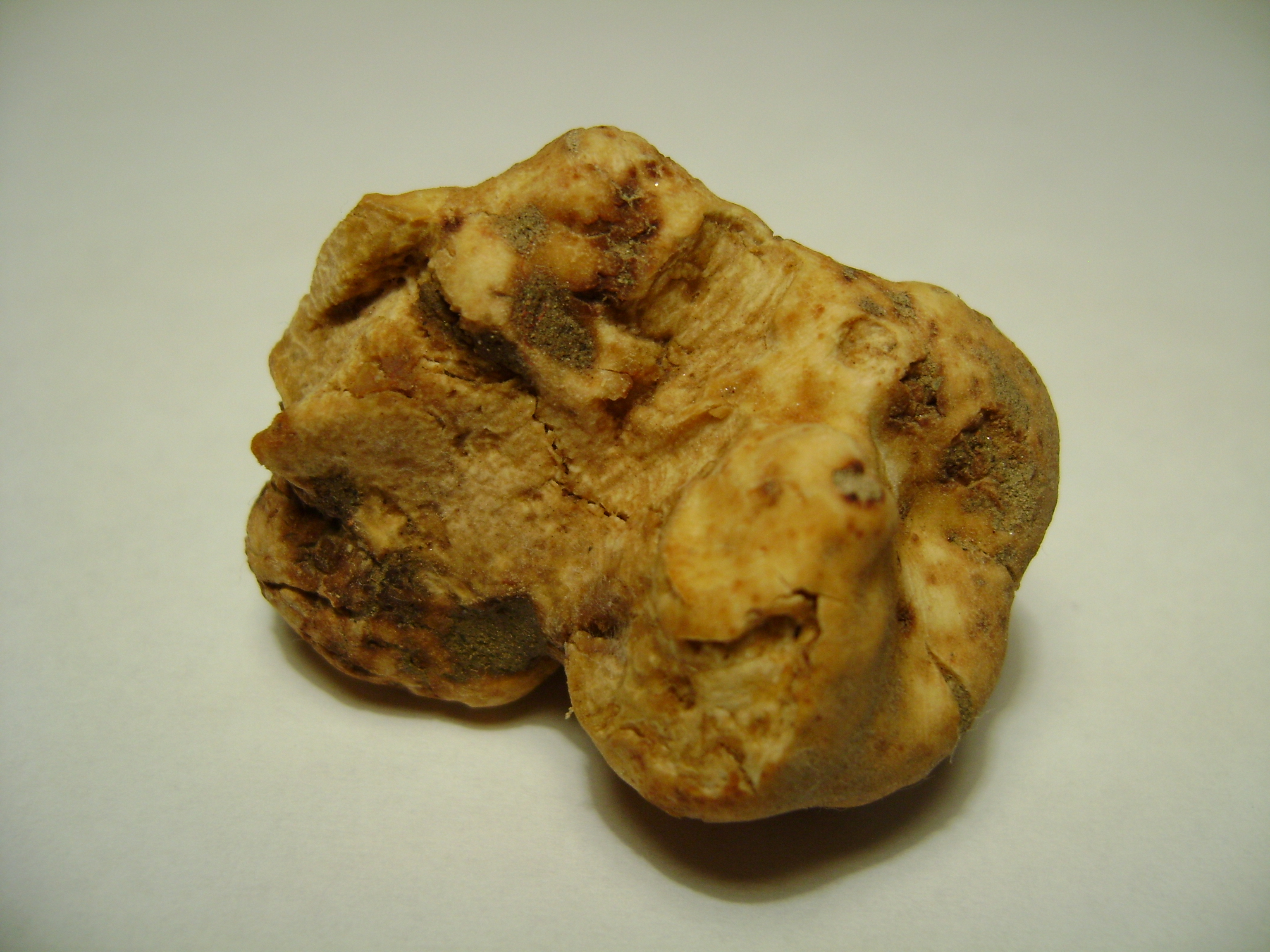
Tuber magnatum Pico, isztriai szarvasgomba (olasz fehér szarvasgomba, piroshúsú szarvasgomba)
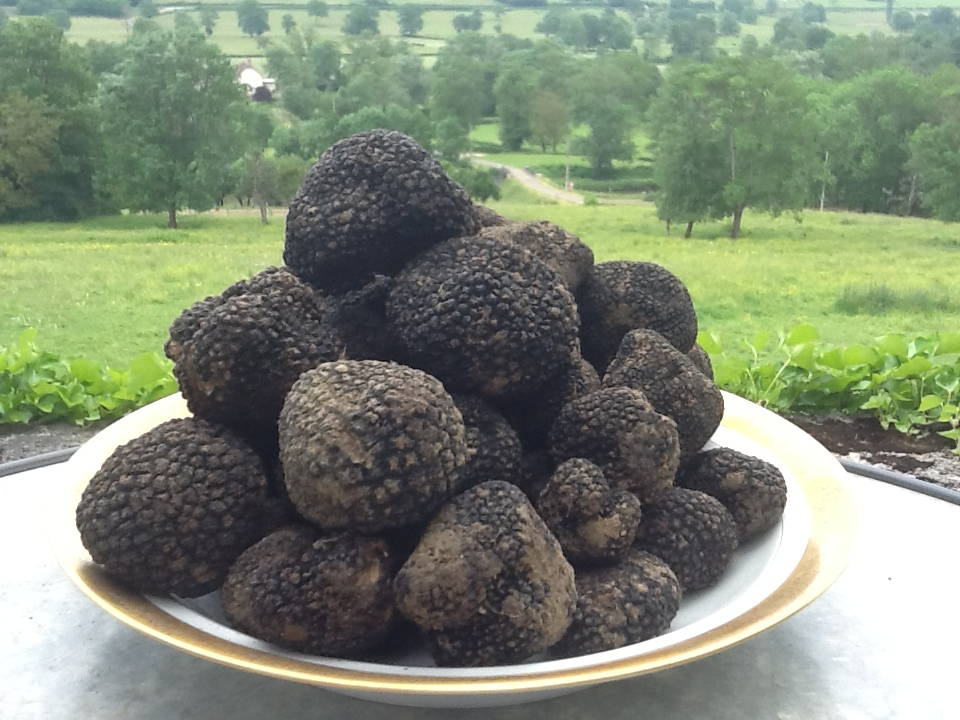
Tuber uncinatum Chatin, burgundi szarvasgomba
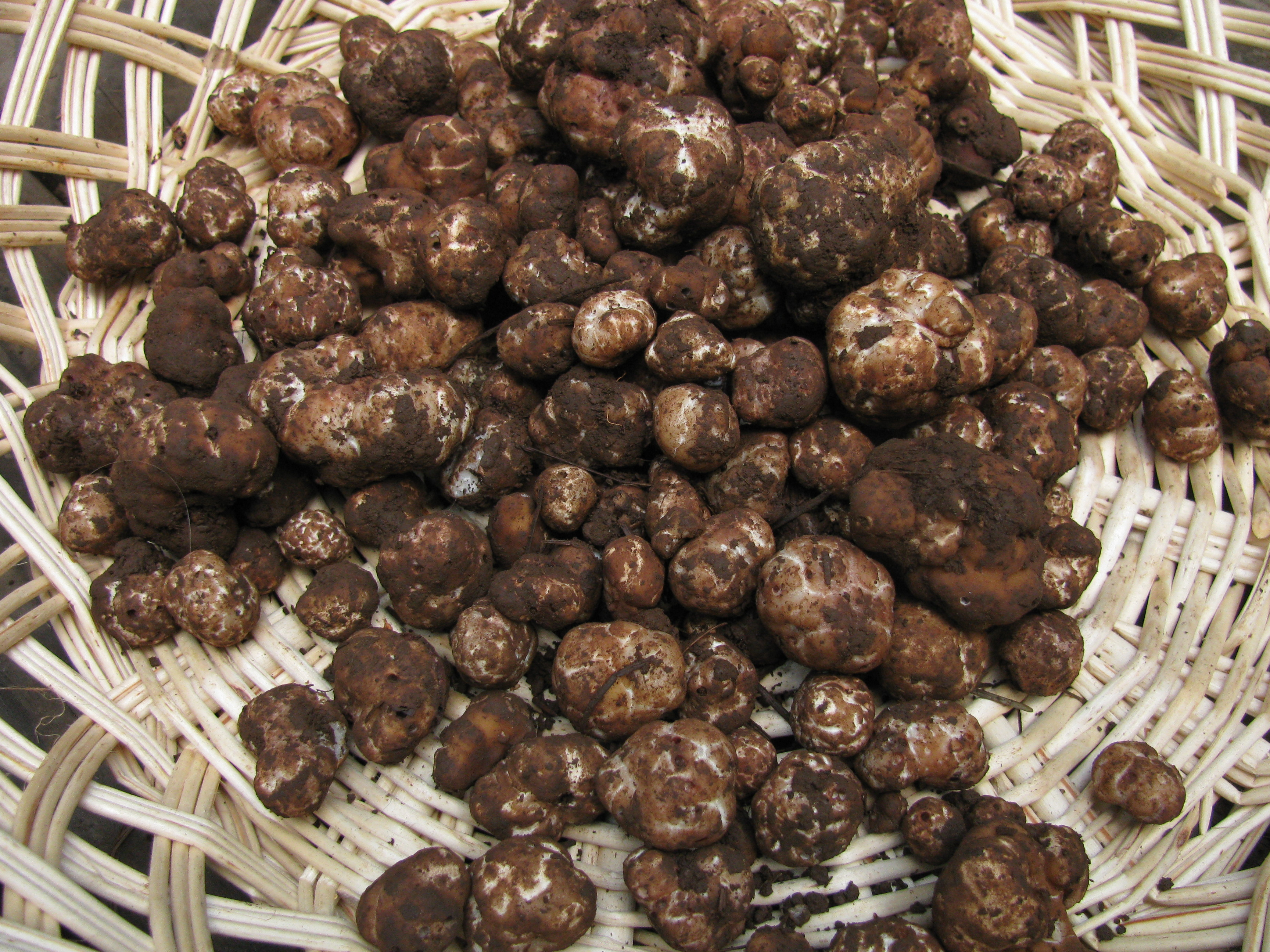
Tuber gibbosum
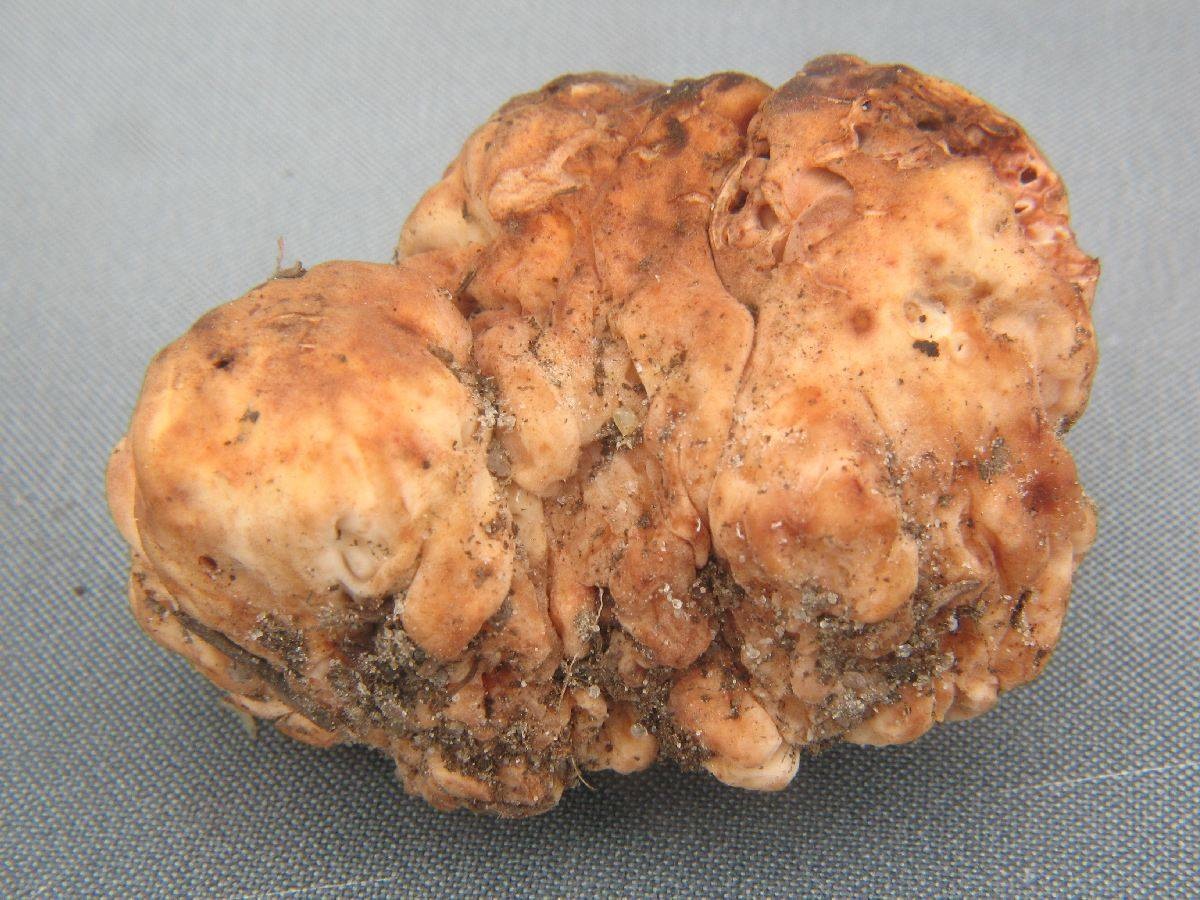
Hydnotrya tulasnei, gödrös szarvasgomba
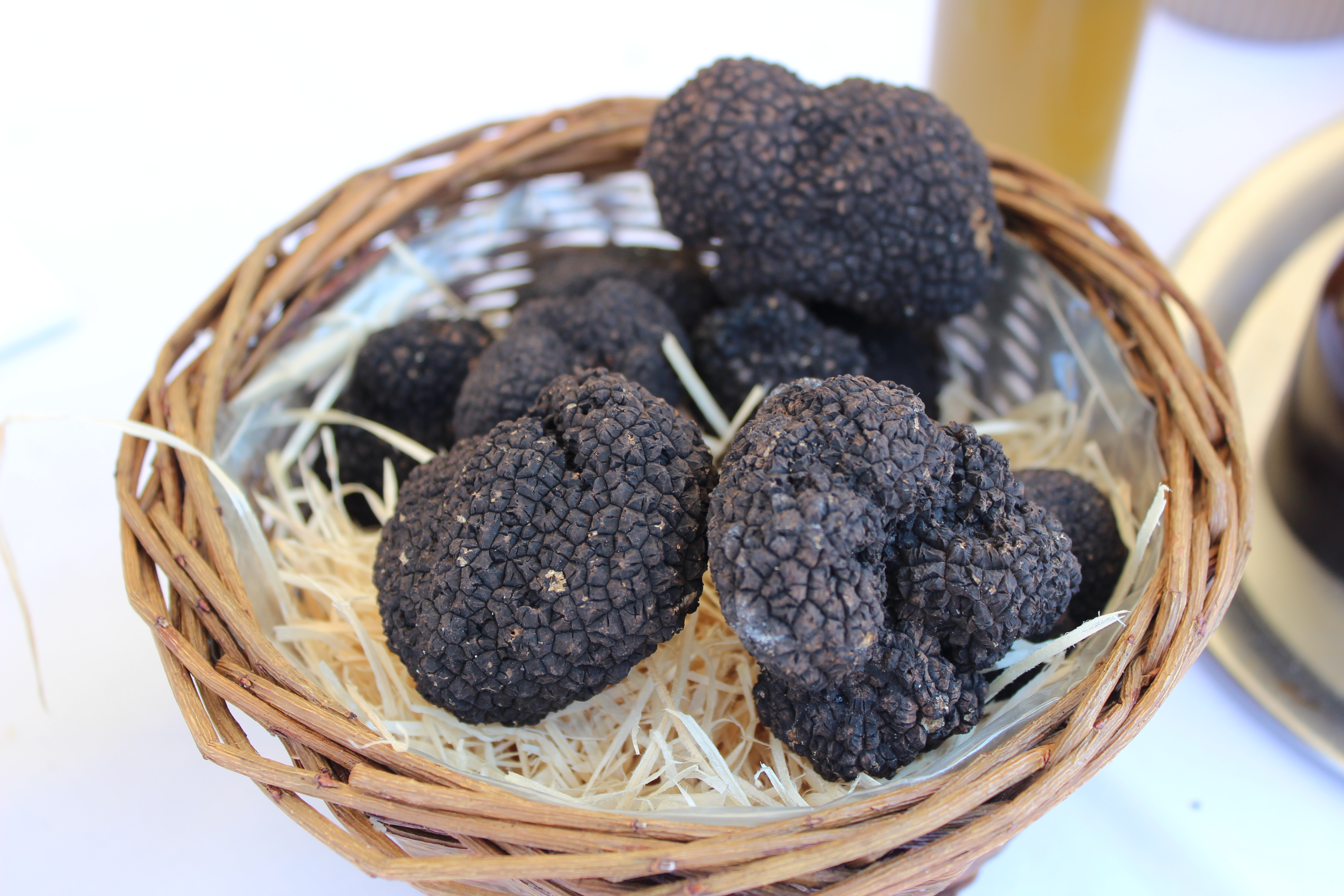
Tuber mesentericum, kátrányszagú vagy petróleumszagú szarvasgomba vagy fodrosbélű szarvasgomba -
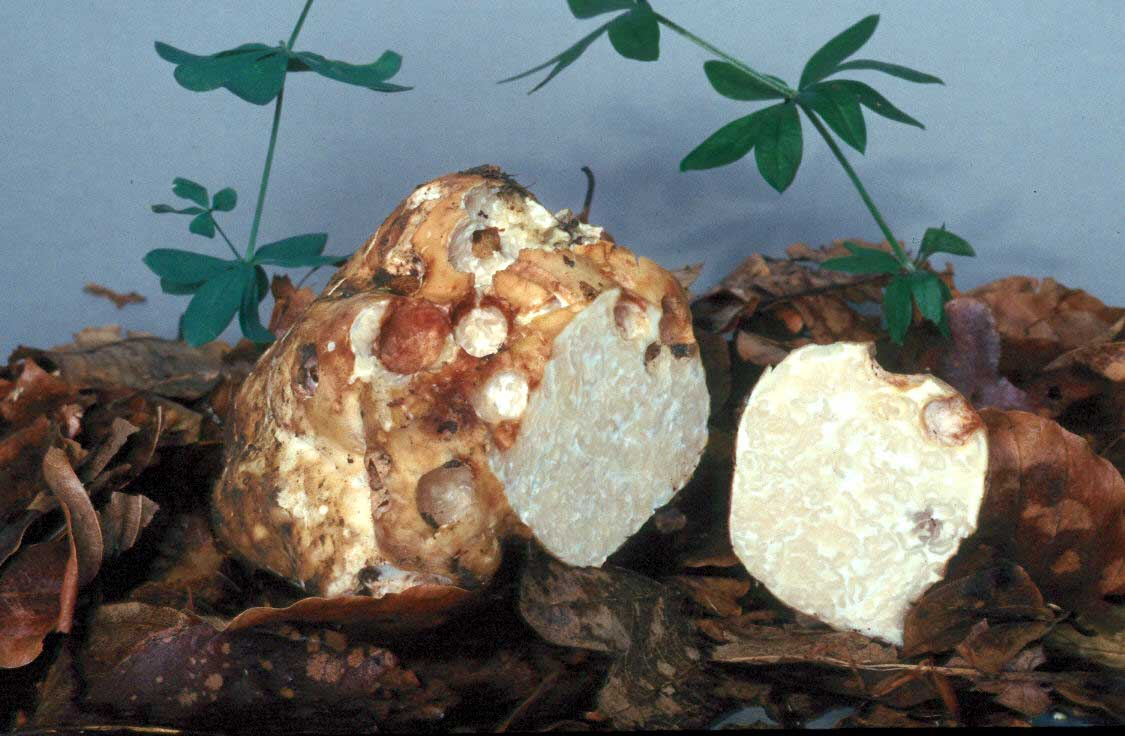
Choiromyces maeandriformis, fehér szarvasgomba
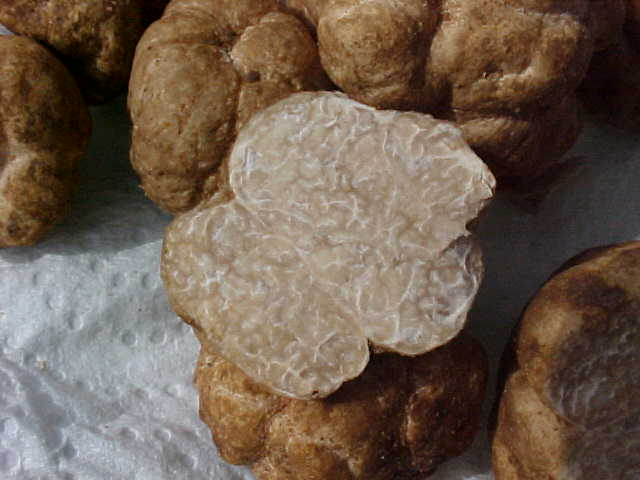
Terfezia arenaria, berber homoki-trifla
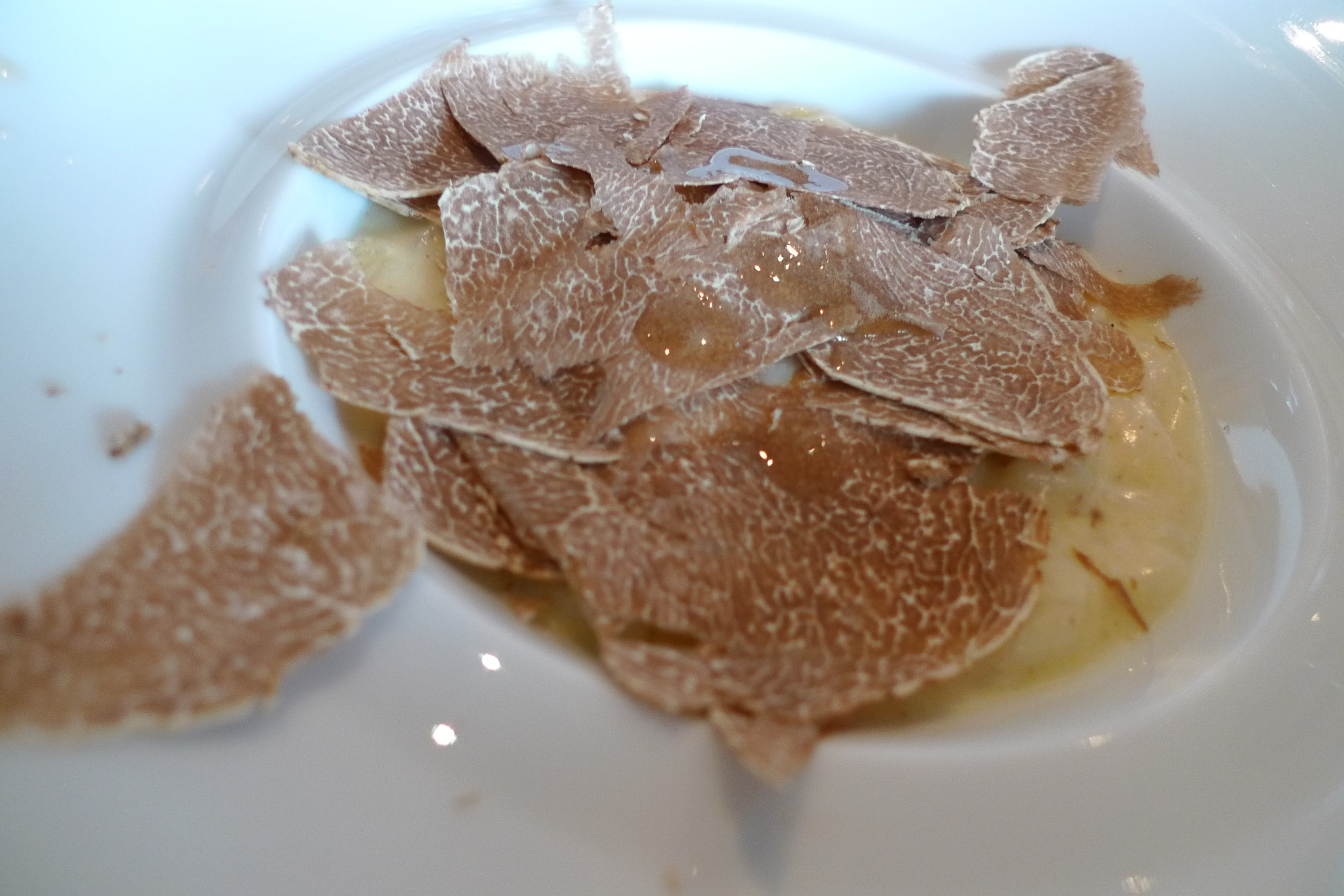
Risotto aux truffes blanches d'Alba
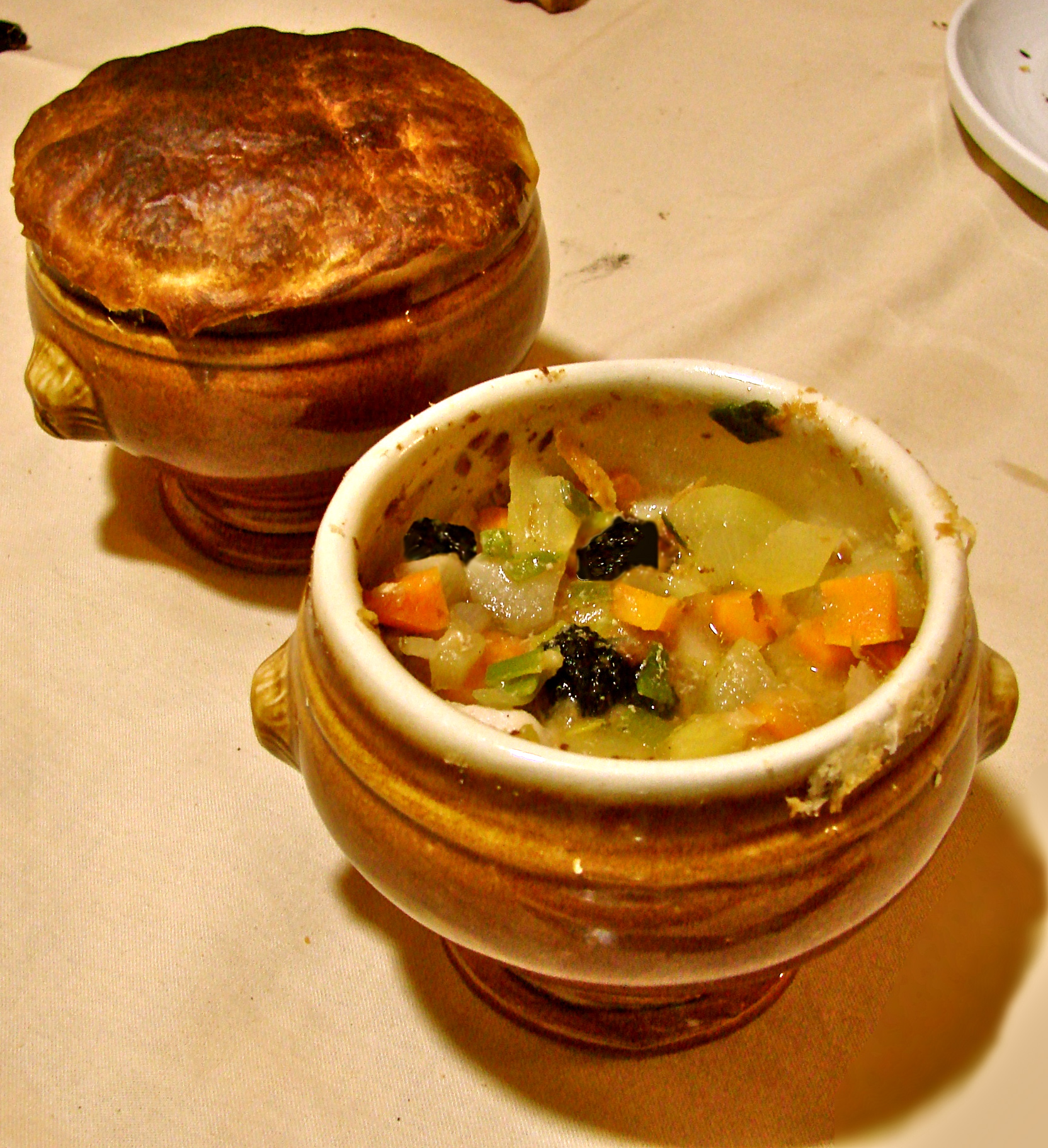
Soupe aux truffes noires VGE
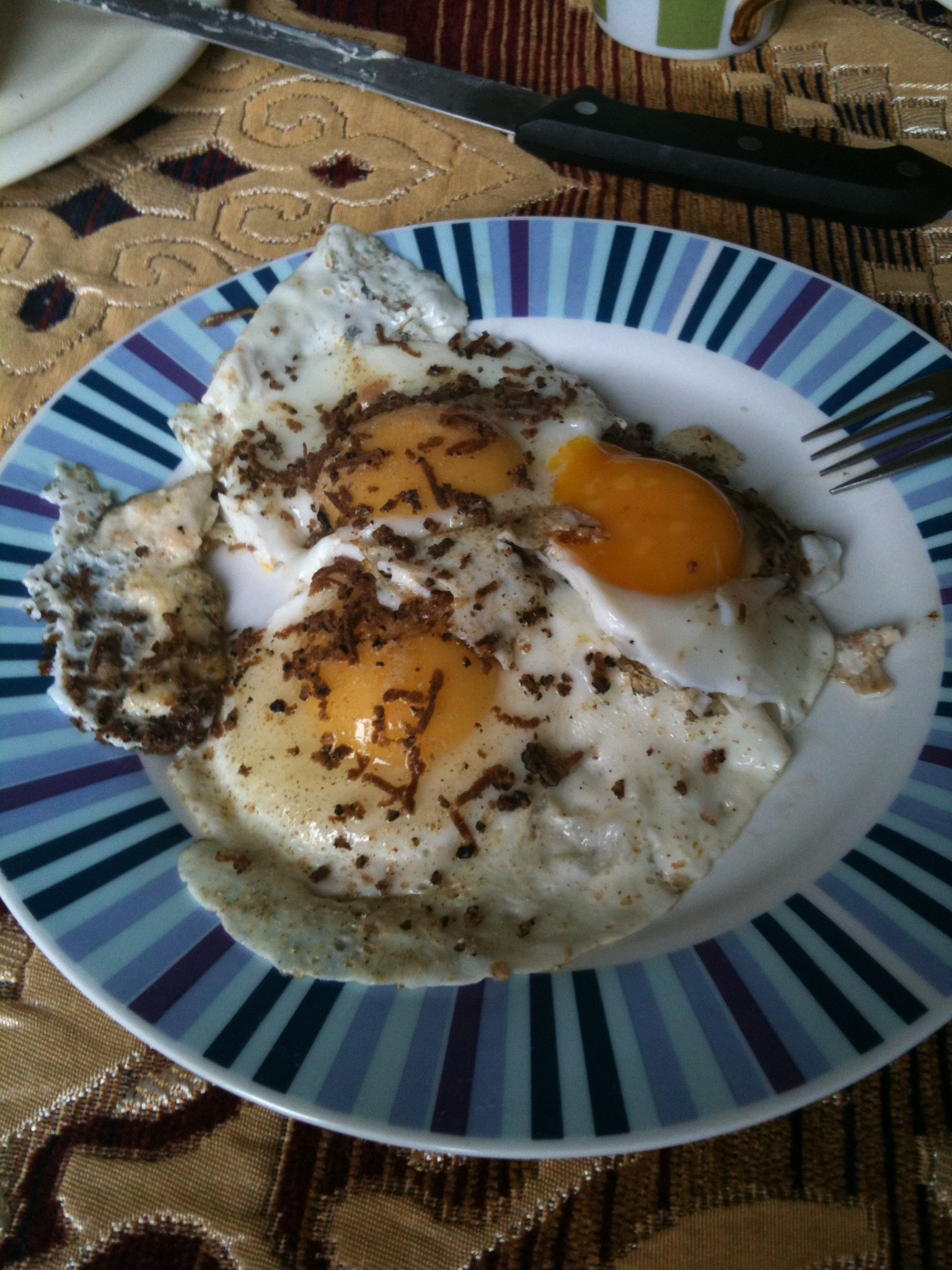
Oeufs aux truffes
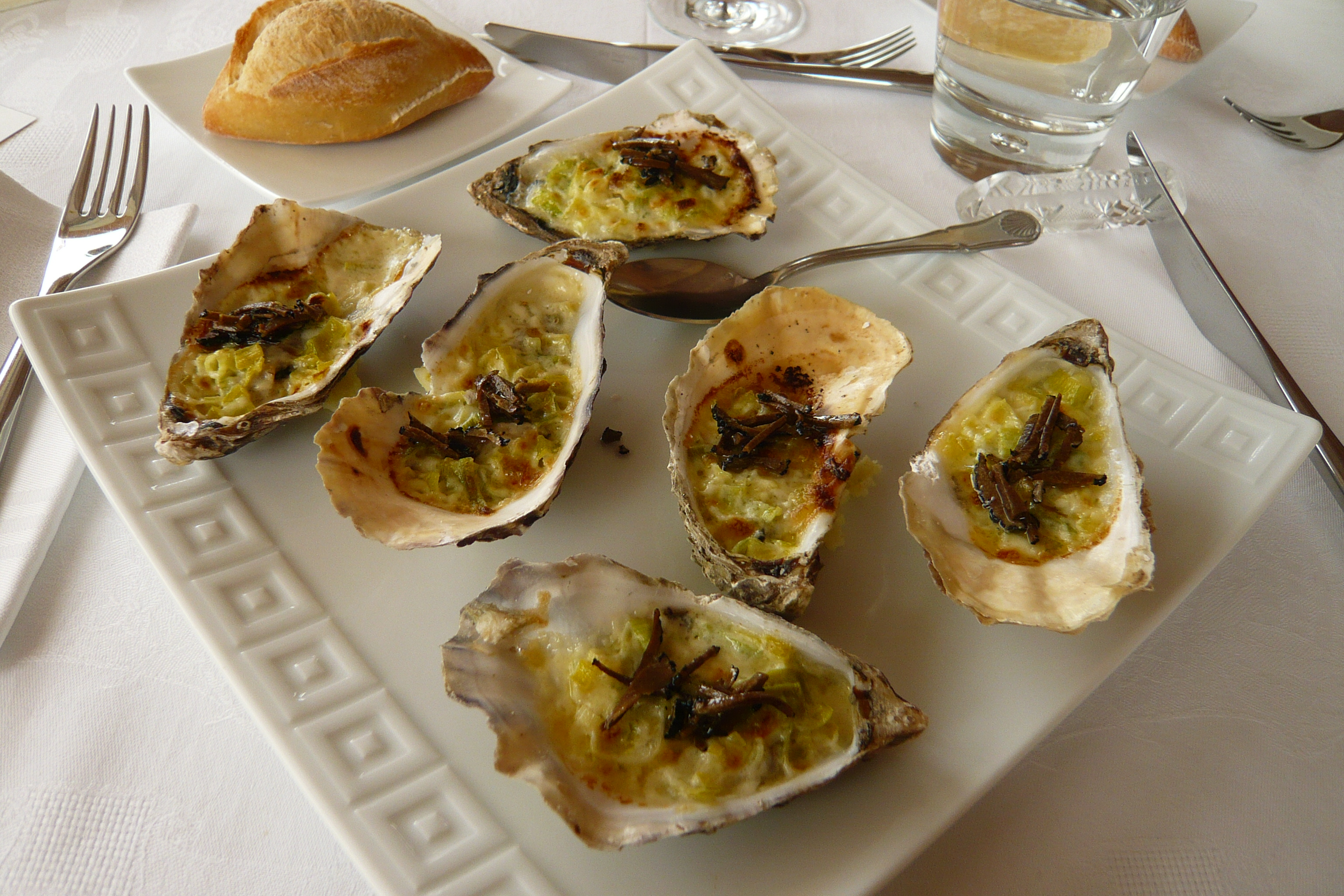
Huîtres aux truffes
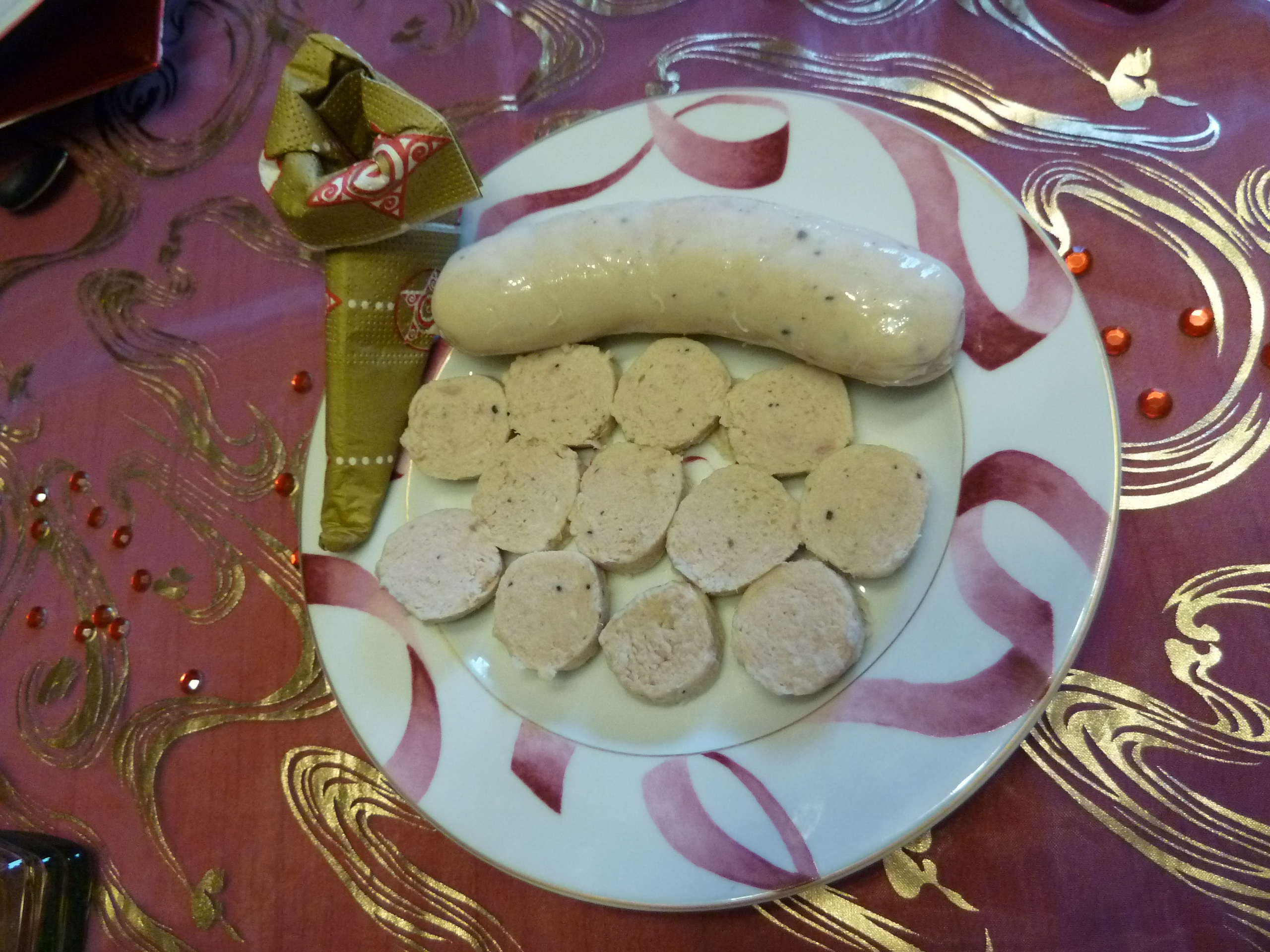
Boudin blanc de Rethel aux truffes
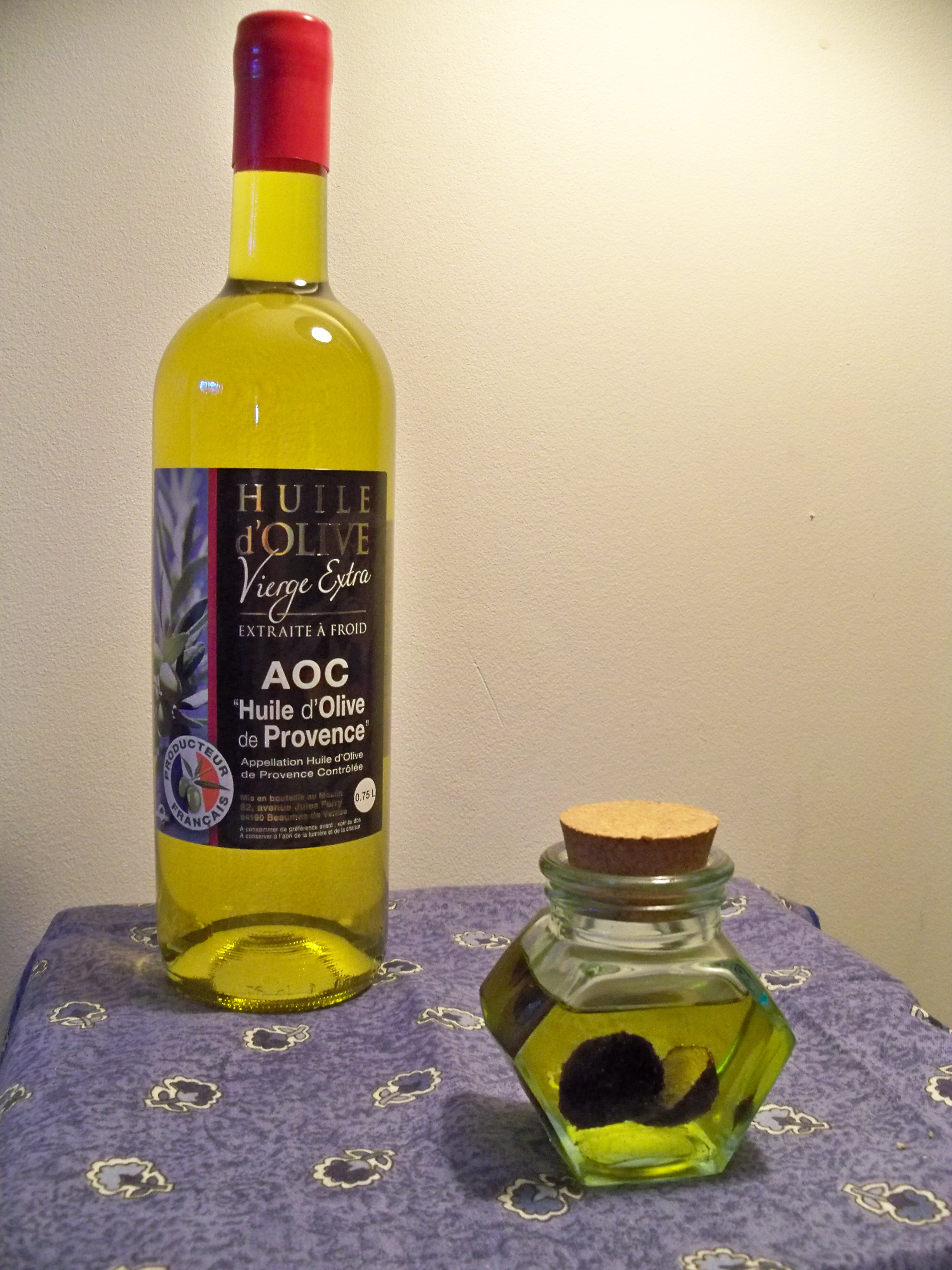
Huile aux truffes blanches
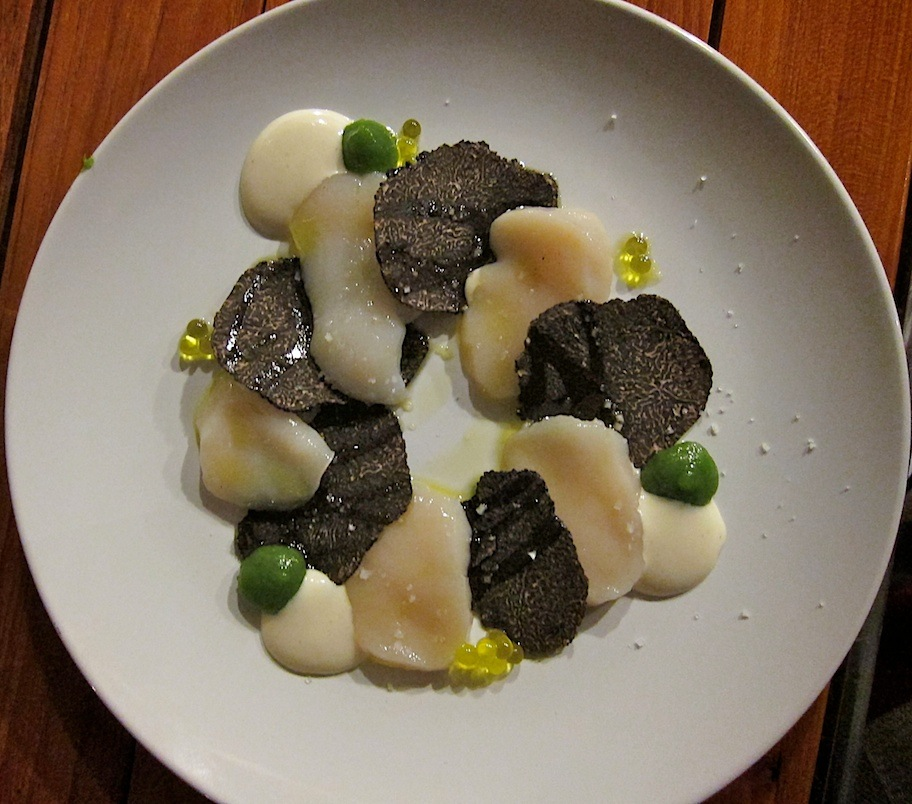
Pétoncles et truffes noires
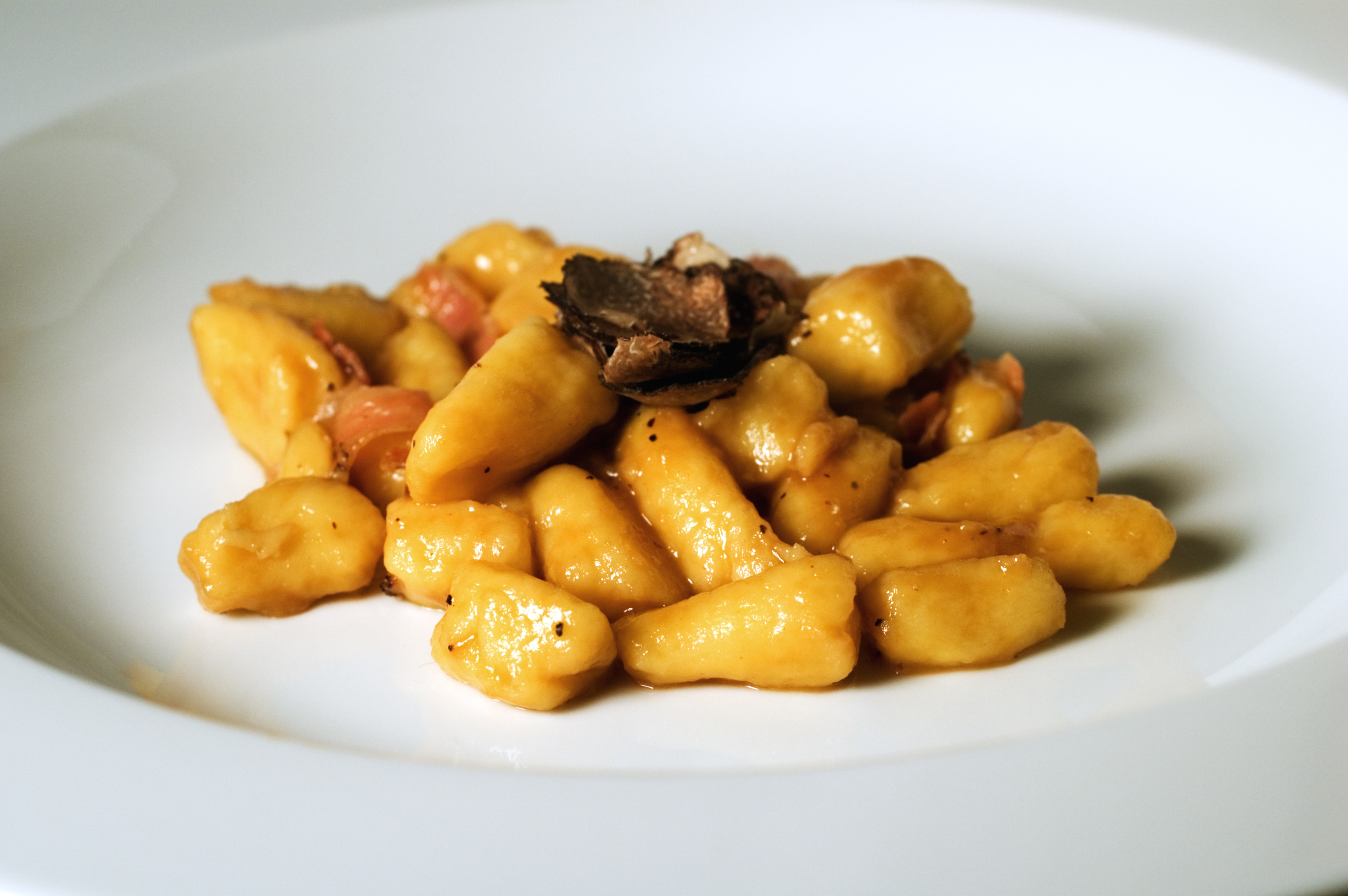
Burgonyás nokedli friss Périgord szeletekkel
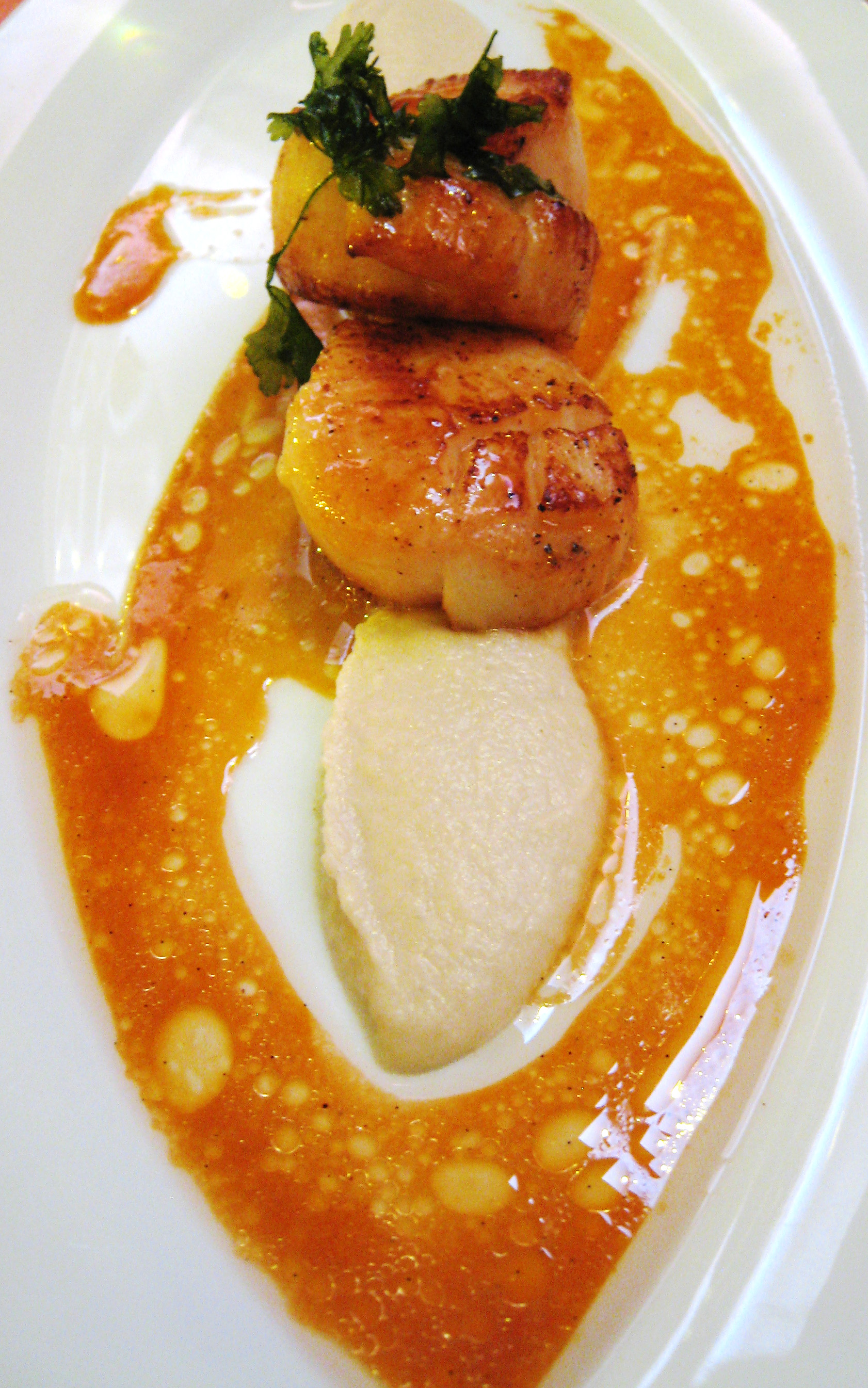
Pirított fésűskagyló szarvasgomba olajjal

### Videók
- Nem csak a gazdagoké a szarvasgomba - Dunakanyar Szarvasgombász Egyesület. mtv.hu. (Hozzáférés ideje: 2015-03-18.)
- Szarvasgomba-termesztés. Fishing&Hunting TV. (Hozzáférés ideje: 2015-03-18.)
- Truffle Hunting in Piedmont (angol nyelven). youtube.com. (Hozzáférés ideje: 2015-03-18.)
- Szarvasgombászat Erdélyben. TVR2 Szieszta. (Hozzáférés ideje: 2015-03-18.)
- Kovács M. Gábor: Szürke eminenciások sokszínűsége - gyökér-asszociált gombák és szerepük. (Hozzáférés ideje: 2015-03-20.)